# 雁木 (広島市)

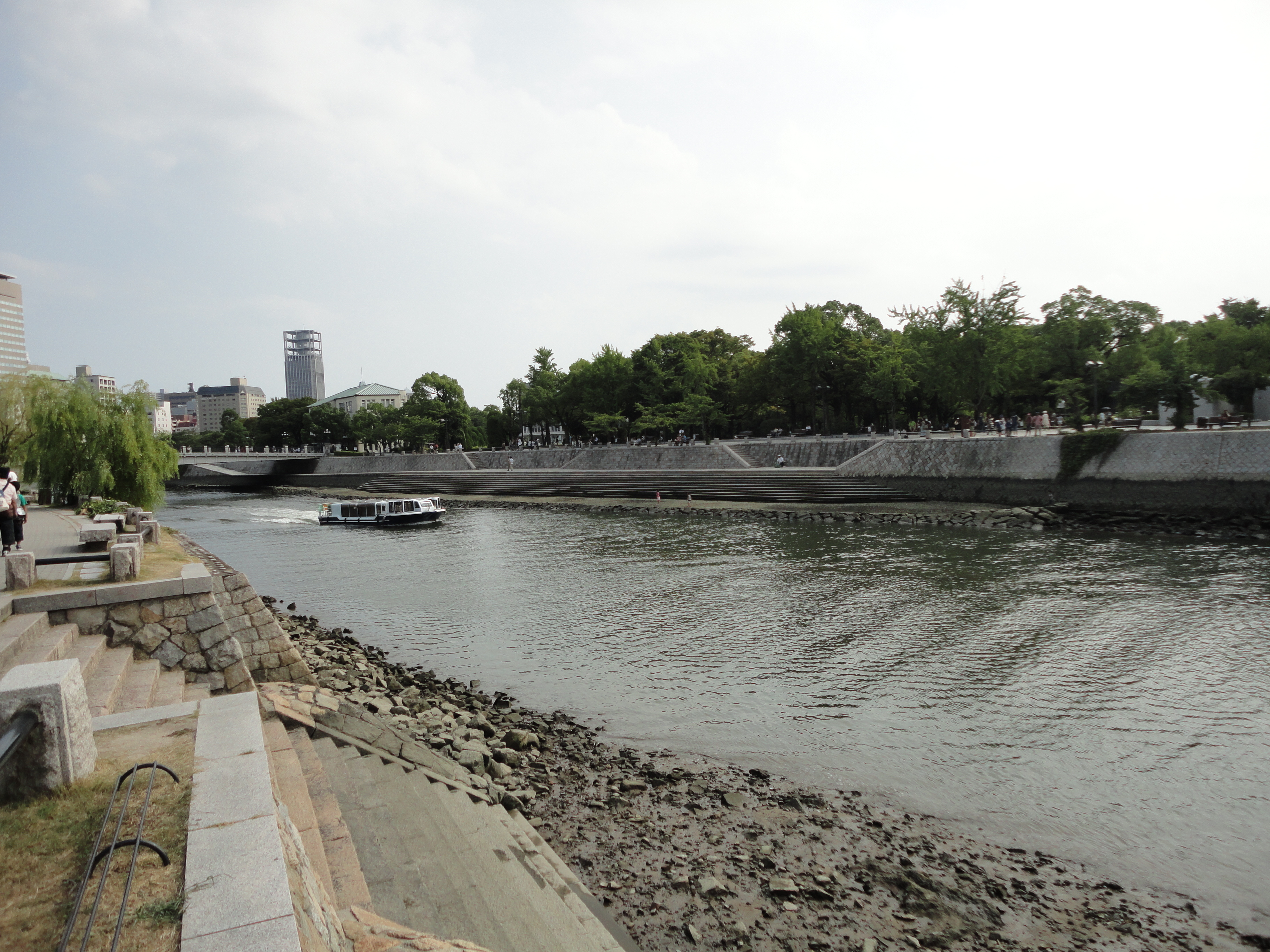
手前が原爆ドーム前の雁木。向正面が平和公園内の親水テラス（親水護岸）で現代版の雁木になる。中央の船は世界遺産航路。

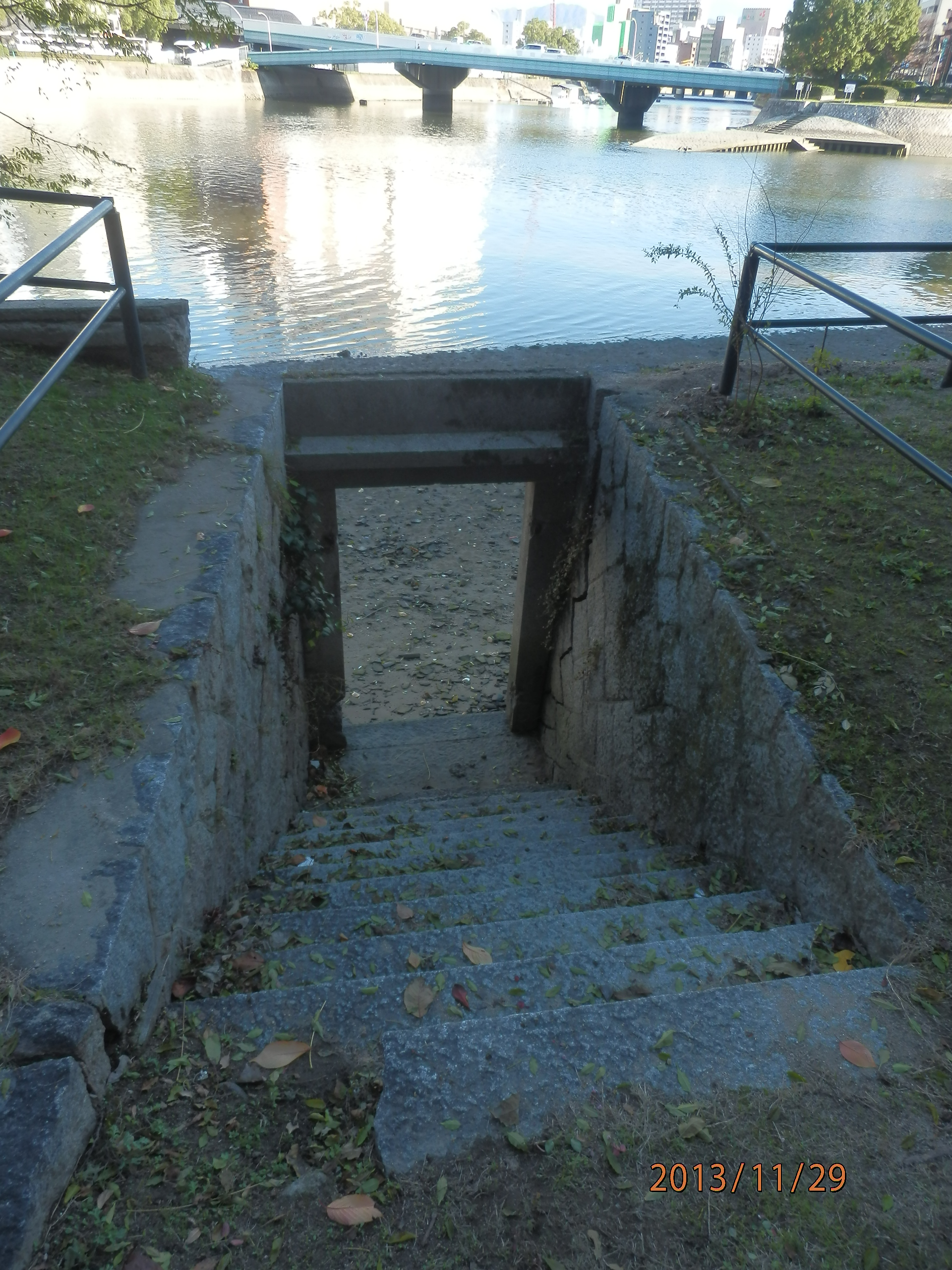
栄橋付近にある個人宅用として作られた雁木。

雁木（がんぎ）とは、飛行する雁の群れのようなジグザグに組まれた構造物。広島県広島市においては近世以降に水辺に昇降するため川の斜面に造られた階段状の港湾施設および護岸。

## 地理
干満差が大きい沿岸の港では船が着きやすいよう現在では浮桟橋が用いられるが、古くは岸を階段状にした構造物つまり雁木が用いられた。近世、舟運が盛んになると各地に雁木が造られた。広島県において現存最古の雁木は下蒲刈島三之瀬に広島藩初代藩主福島正則が整備した「福島雁木」になる。
広島市旧市街地は太田川が形成した一辺約6km四方の三角州の上にある。その市街地には太田川本流（太田川放水路）・天満川・本川（旧太田川）・元安川・京橋川・猿猴川と6川を中心に川が流れる。これらは非常に緩やかに流れ、川幅は広く市街地における水面の割合は13%になる。水質は都市内を流れる河川としては良好である。水辺から250m以内に三角州上の人口の約4割強（2004年時点）が暮らす。古くから「水の都」と言われていたという。
広島湾は1日平均最大干満差4mと、有明海に次いで干満が大きい。その北奥にあたる旧市街地を流れる6川はその影響を受けやすい感潮河川になる。そうした中で6川には河川舟運物資の揚降・河川交通の発着場として用いられた公的な雁木の他に個人プライベート用の小規模な雁木も含めて約300から400箇所もの雁木があると言われている。

## 構造

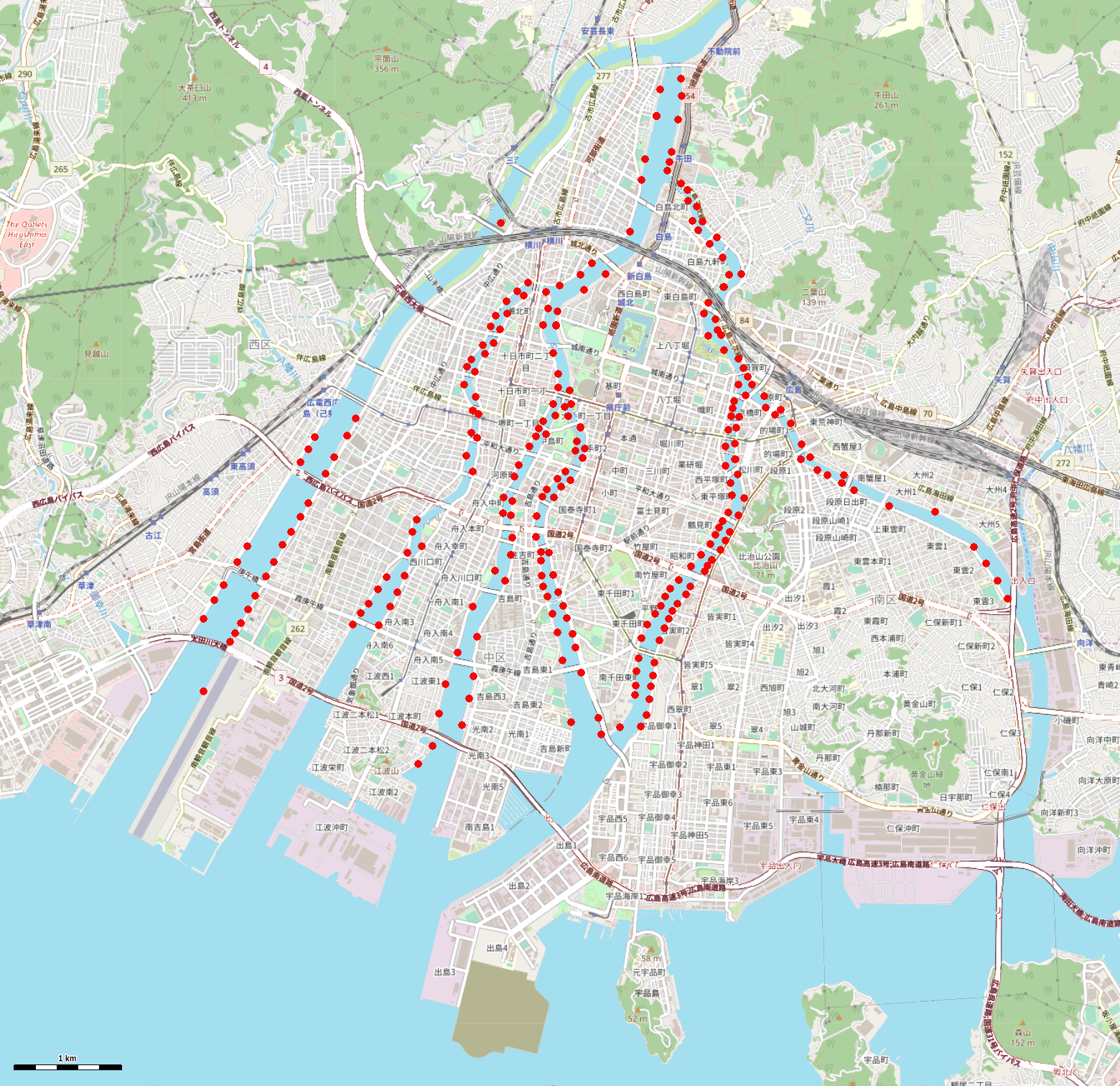
主な船着場としての雁木の分布。

雁木の名のとおりかつては木材で造られていたが、水に浸かるため腐りやすいことから、江戸初期に石材が用いられるようになったと考えられている。材質はほとんどが花崗岩。積み方は年代の古い順で平積・落積（谷積）・矢筈積で、新しいものには目地にモルタルが用いられている。雁木に隣接する石積の中には焼け焦げた跡が見られるものもあり、これは1945年広島市への原子爆弾投下の際の熱線あるいはその後の火災によってできたと推定されている（被爆遺構）。花崗岩の風化しやすい特徴（熱膨張・加水分解）から水際のものは脆くなりやすく、特に古いものは顕著に欠けている傾向にある。
形式では以下の通り分類されている。
- 直行型 : 川に対して直角に真っ直ぐに降りる[16]。
- 平行型 : 川に対して並行に降りる[16]。
- 折れ曲がり型 : 平行型の途中で踊場がありそこで向きが変化する[16]。

変わったものでは、開き戸のついた裏木戸雁木、鉄製の舟つなぎがついた雁木などがある。こうした裏木戸のある雁木は町人・商家町に見られる傾向にあり、かつて武家町では屋敷を護岸から離れた位置に建て更に塀で囲んでいたことから木戸のある雁木はなかった、と考えられている。

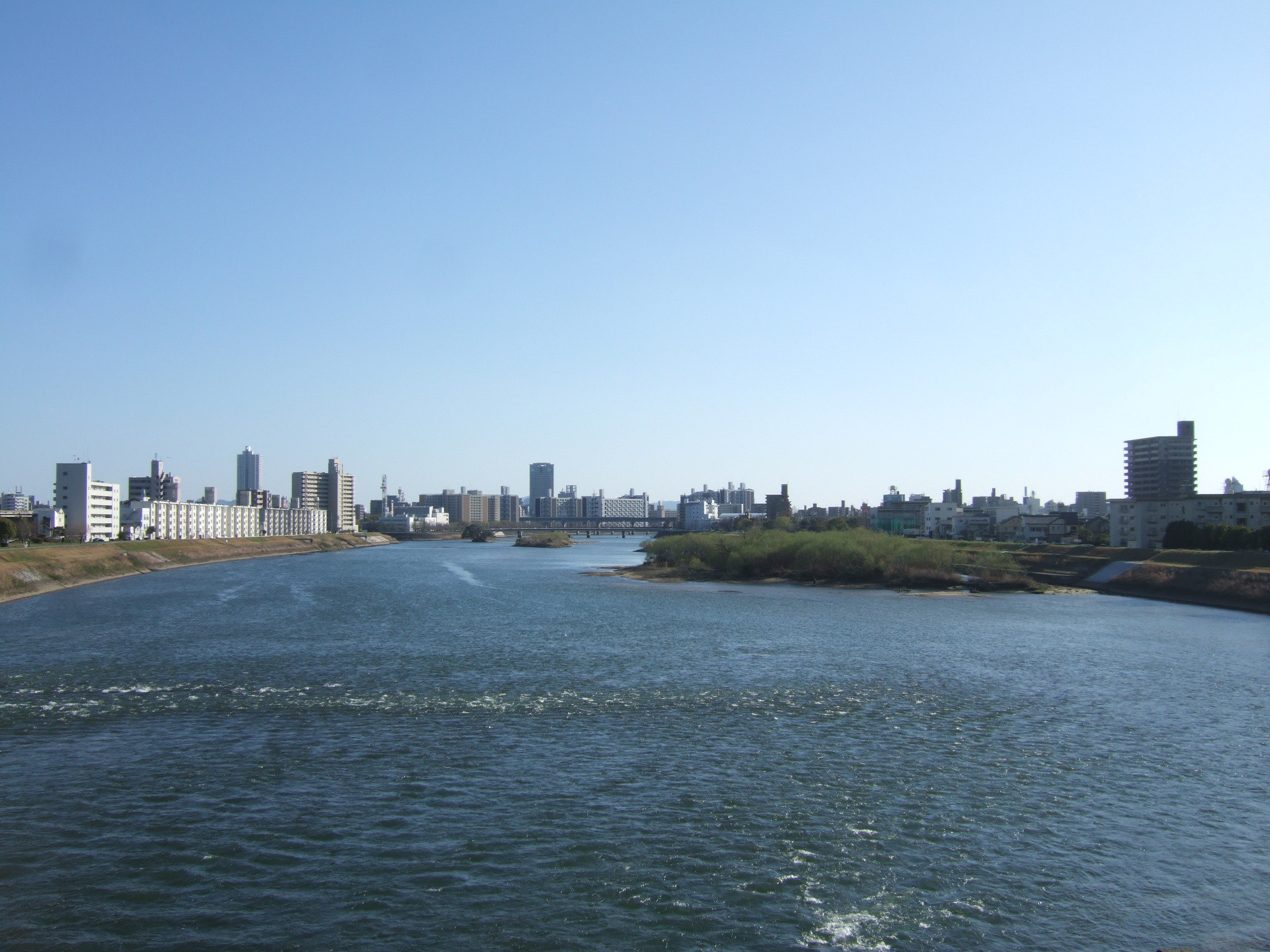
本川（旧太田川）最上流部。両岸に直行型。
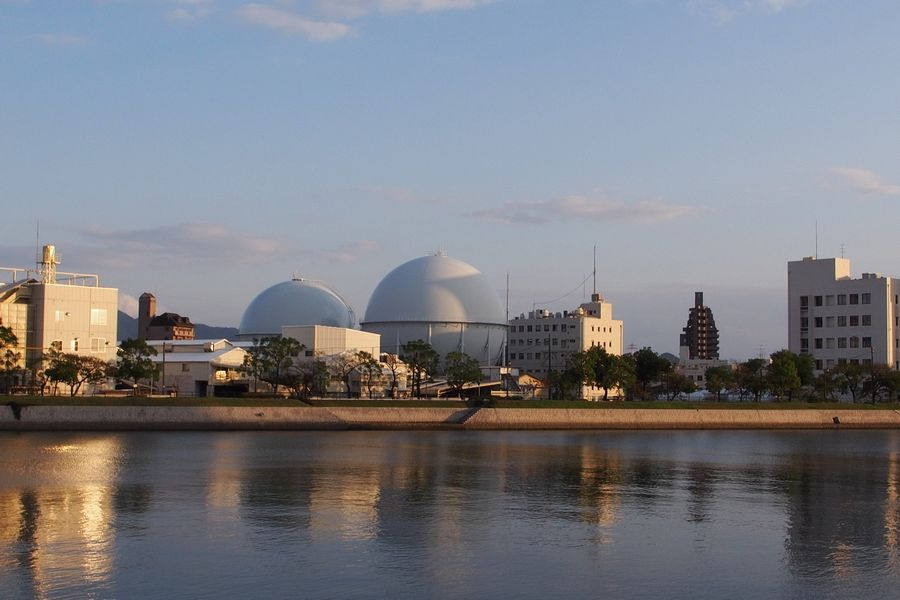
皆実町広島ガスタンク前の京橋川。平行型。
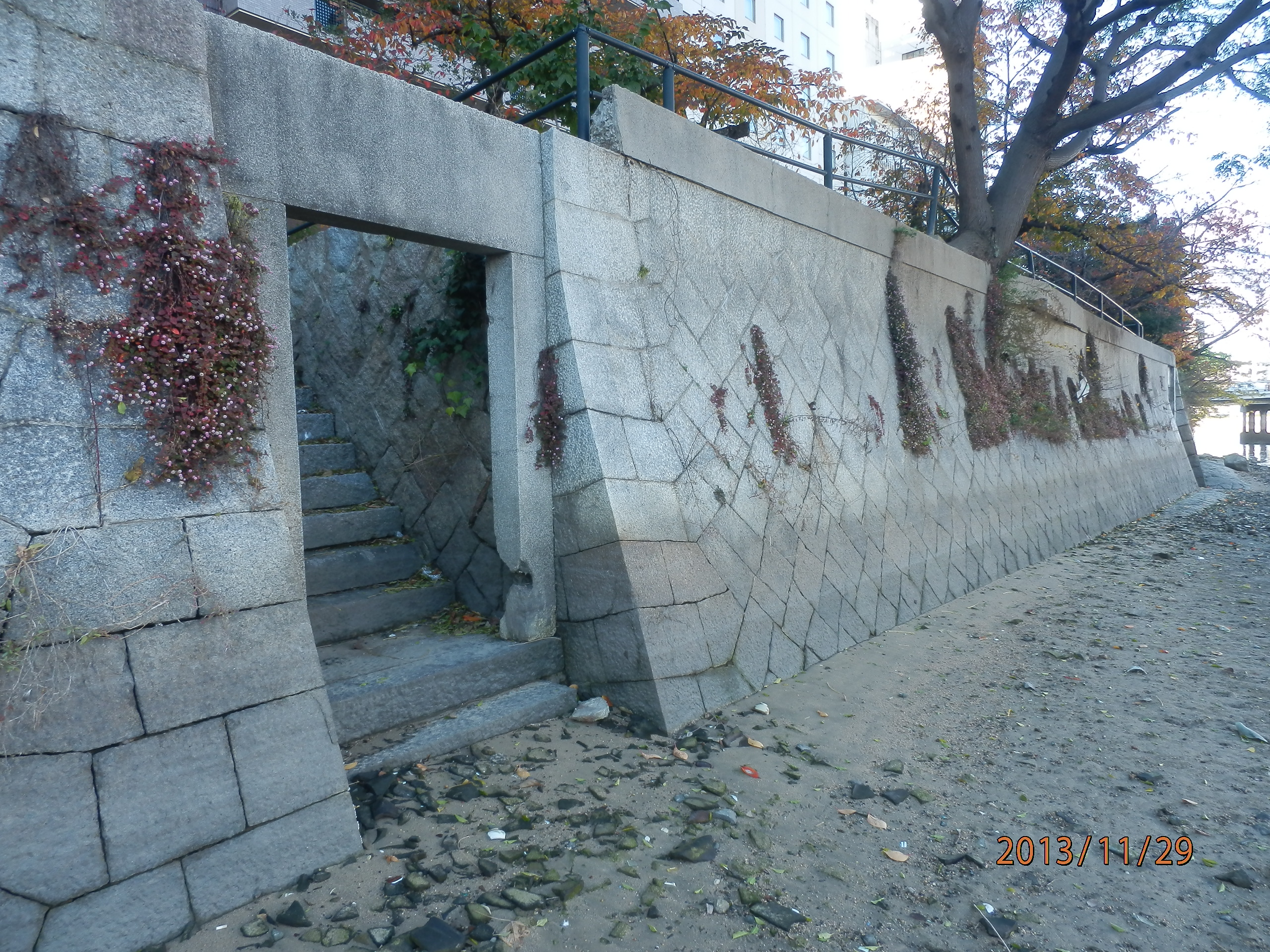
かつて開き戸があった裏木戸雁木
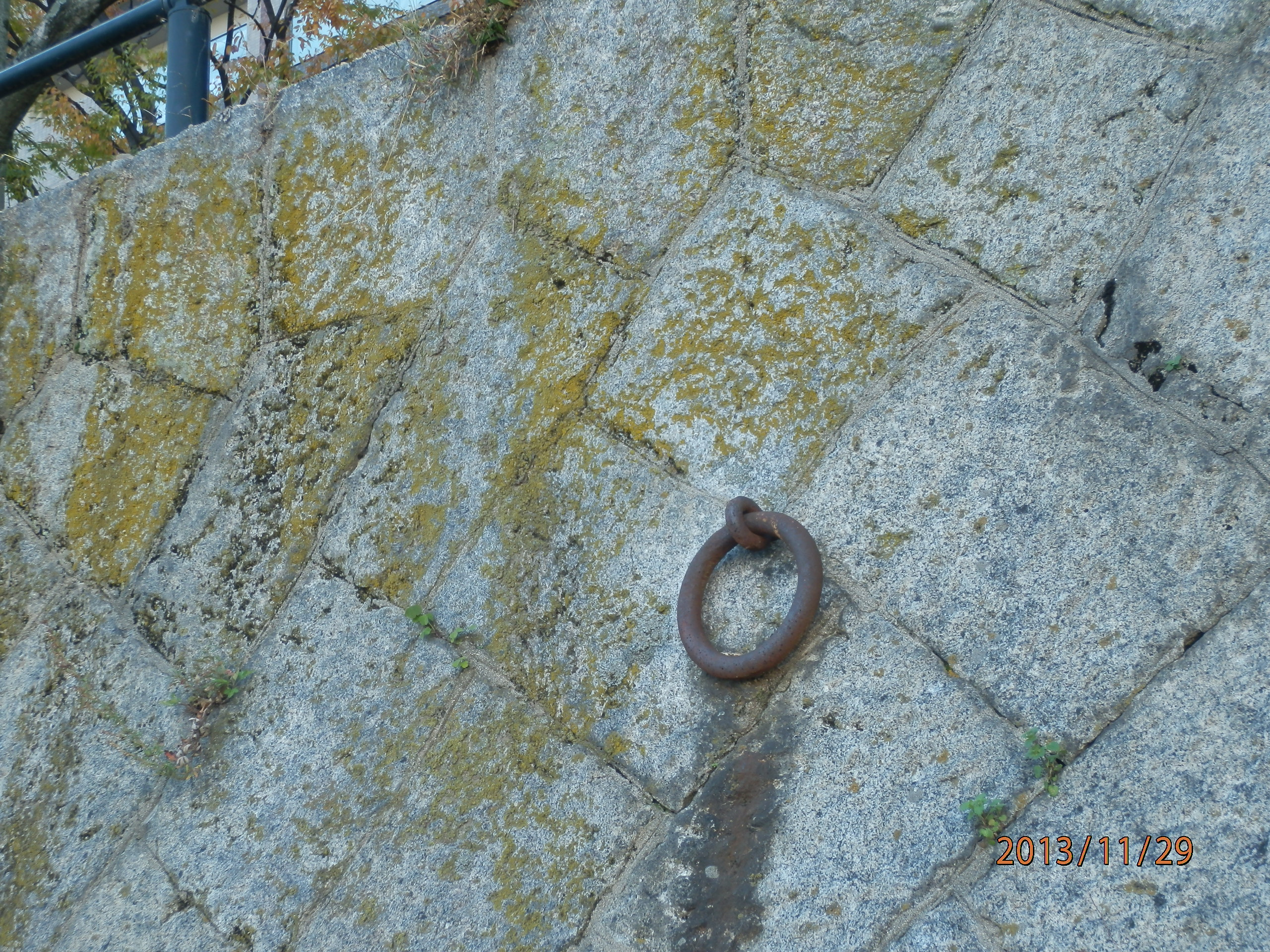
舟つなぎ
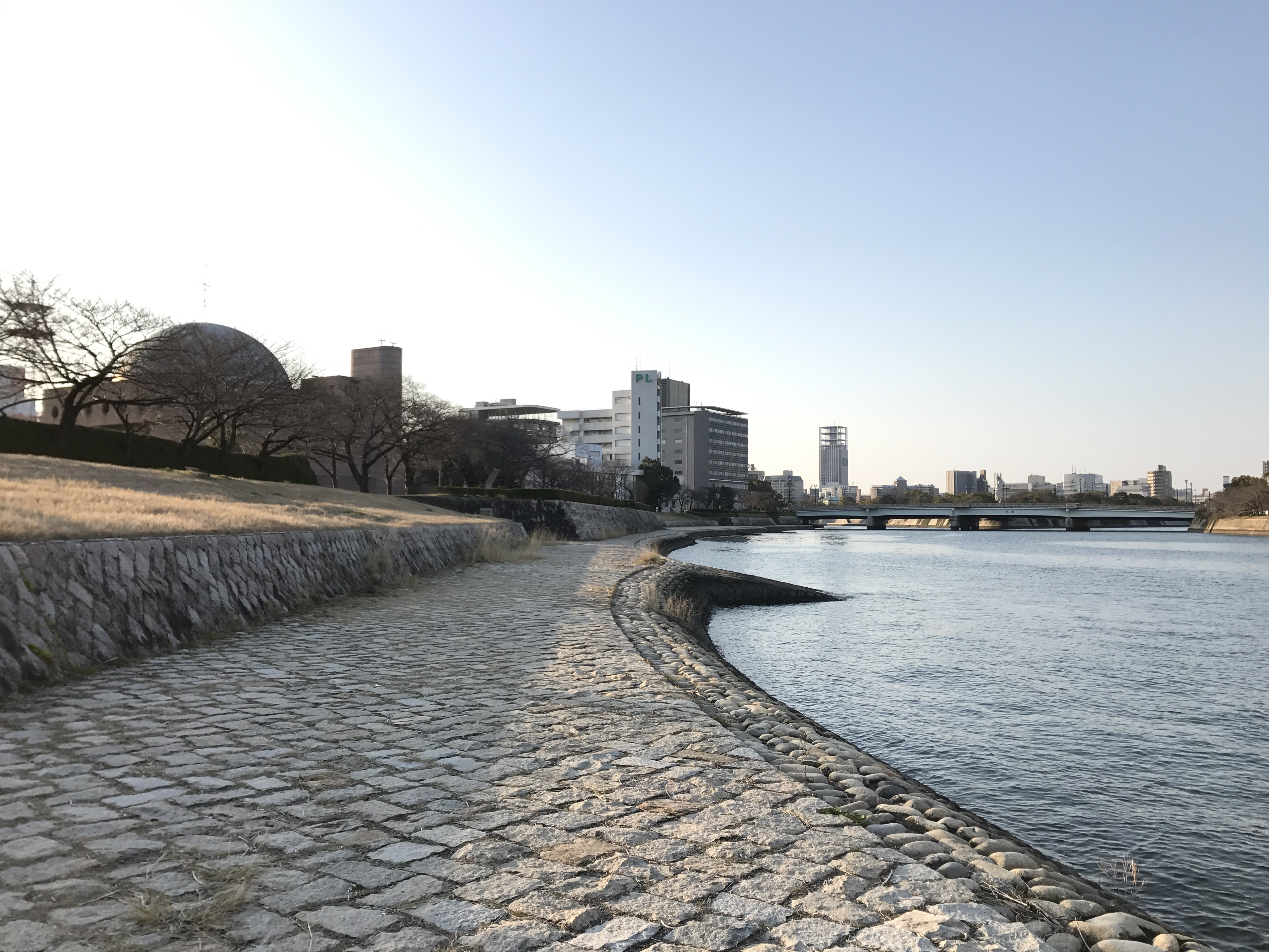
太田川基町護岸。

## 背景

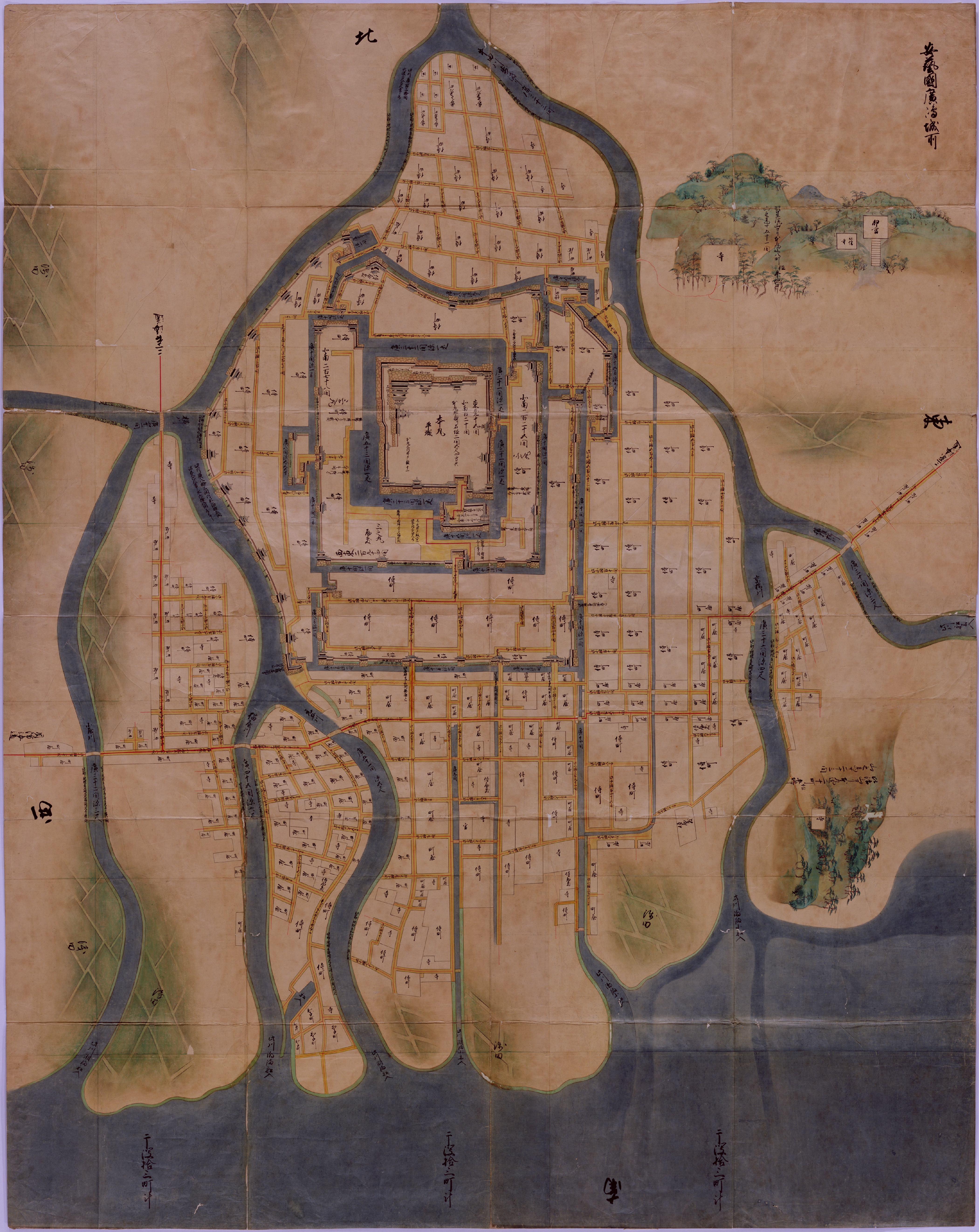
『正保城絵図安芸国広島城所絵図』。左から、福島川・小屋川（天満川）・本川（旧太田川）・元安川・西塔川・平田屋川・京橋川・猿猴川。

### 近世・近代
現在の旧市街地において近世に造られた背景は以下の通り。
- 中世、荘園からの年貢運搬から太田川水系では河川舟運が発達した[18]。安土桃山時代、毛利輝元によって広島城が造られ城下町が形成されたことで城下の舟運が発達し[18]、物資荷揚箇所に雁木が造られた。ただ、広島藩では舟株で舟運自体を統制していた（株仲間制度）。
- 低湿軟弱な地に城を築くにあたり治水対策が行われた。広島藩はその一つとして「水越の策」、城の周りの京橋川および本川・本川と天満川の合流部・本川と元安川の合流部の堤防を9寸から8尺（約0.3mから約2.4m）嵩上げした[19]。寛永9年（1632年）堤防取締令を布達し、堤防の保護を命じている[19]。
- 広島藩は防犯上の理由により、西国街道筋と雲石街道筋[注釈 3]以外では架橋制限しており、渡河には渡し舟が用いられていた[20]。
- 城下ではその立地から井戸から飲料水を得ることができなかった。東側では京橋川を超えて比治山や二葉山の山麓まで井水を汲みに行っていたが、中央付近のものは本川や元安川から川水を汲んでいた[21]。こうした状況は1898年（明治31年）広島市水道が整備されるまで続いた。

こうして近世には、太田川上流 - 城の西側 - 河口の舟入堀へと続く本川と、城下町中心部西側に隣接する元安川が城下の舟運の幹線を成し、舟の着岸と物資を荷揚する箇所に雁木が作られた。特に町人町に多く作られ、水くみや洗濯などの場としても用いられた。そして近世には舟株によって舟運は規制されていたが、近代に入り廃藩置県によって廃止されたことで川舟が激増し、そこから近代に入って個人宅用に造られた雁木がある。
ただ1930年代ごろになると、道路交通網の整備と陸上輸送の発達により舟運は衰退していった。
こどもの頃、雁木や橋の上から川へ飛び込んで遊んだ、1945年被爆の際には雁木から川へ逃げ込んだ・雁木には黒焦げの遺体が折り重なっていた、1950年代学校へプールが設置され始めたことにより1966年までに市内の川では川遊びが禁止になった、との証言が残っている。

### 現代
| 原爆ドーム前の雁木は現代に行われた護岸整備の際に新たに組み直した。 |  | 原爆ドーム前の雁木は現代に行われた護岸整備の際に新たに組み直した。 |
| 原爆ドーム前の雁木は現代に行われた護岸整備の際に新たに組み直した。 |  |                                                                    |

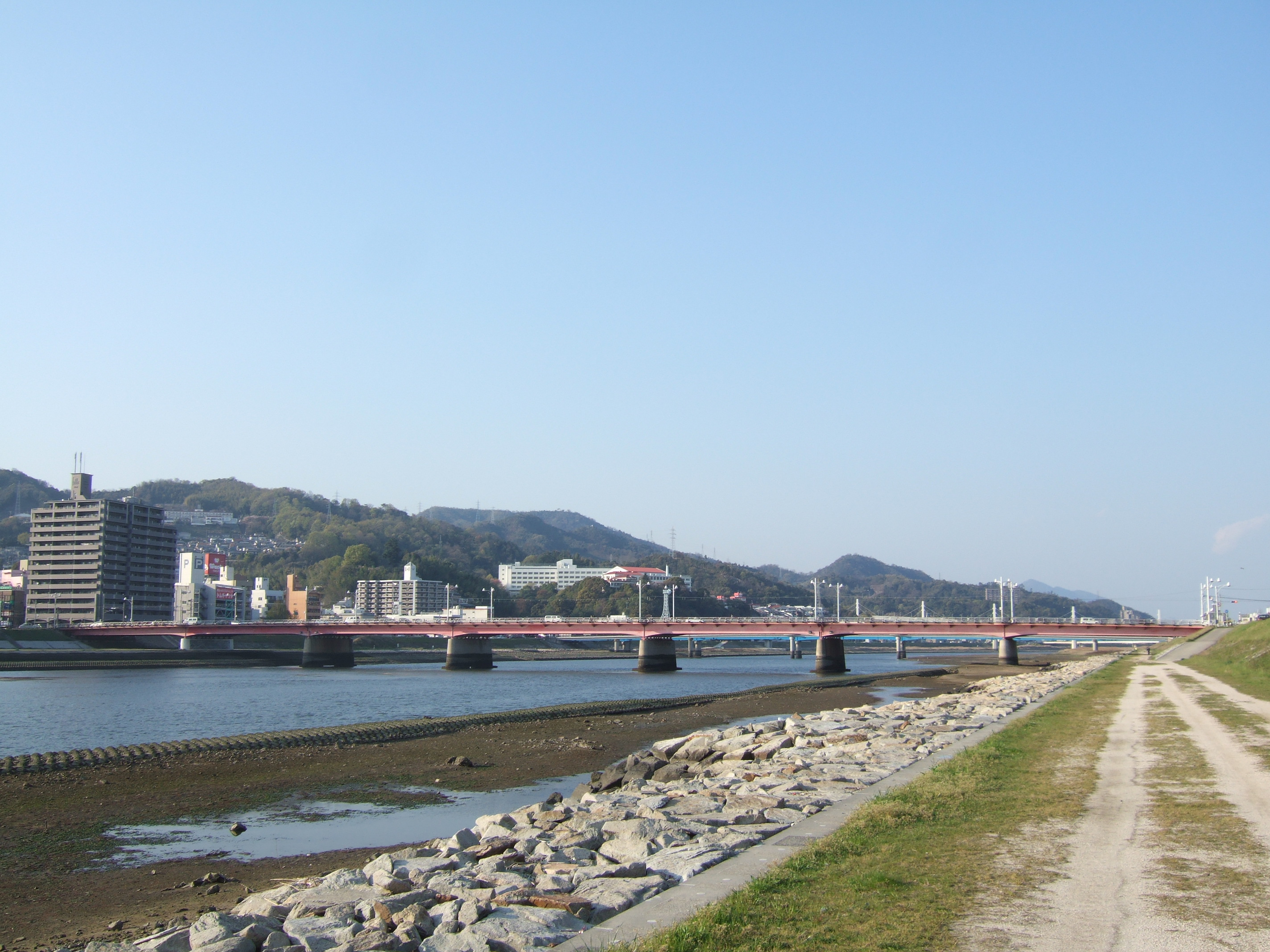
太田川放水路新己斐橋付近。右側が緊急用河川敷道路。護岸から突き出た石積は水制工だが、丸雁木とも言われる。

戦後、戦災復興都市計画が閣議決定、広島市では広島復興都市計画が制定された。この中で太田川水系各支川の川辺を緑化する「河岸緑地」計画が盛り込まれた。1949年（昭和24年）広島平和記念都市建設法制定を経て、復興都市計画に平和都市建設構想を盛り込んだ「広島平和記念都市建設計画」が1952年（昭和27年）制定された。これが現在の広島市における都市計画のベースである。親水の考えが広まり、1990年（平成2年）国・県・市が連携してハード面で河川環境を整備する「水の都整備構想」、2003年（平成15年）国・県・市に加えて市民・企業など民間とが協動しハード・ソフト両面で河川環境を活用する「水の都ひろしま構想」が策定された。
また1995年（平成7年）阪神・淡路大震災を機に、災害時の避難経路・物資輸送に船を活用するという考えが定着し、太田川放水路に緊急用河川敷道路が整備された。
こうして河川水辺環境および水上交通が観光資源として災害時の輸送手段として評価されるようになり、雁木を利用した新たな交通手段も開発され、近世・近代とは形を変えて現代でも舟運が行われている。そして太田川下流6川で洪水・高潮対策護岸整備が進む中で、親水護岸として現代版の雁木が造られ元々あった雁木も新たに組み直された。
2005年NPO法人雁木組は古くからある雁木を調査し公表、2007年「京橋川の雁木群」として土木学会選奨土木遺産に選定された。

## 備考

### 管絃祭
広島市と厳島神社管絃祭との関係は江戸時代から始まる。1701年（元禄14年）暴風雨に遭遇した管絃船を江波 (広島市)の伝馬船と阿賀 (呉市)の鯛網船が助けたのがきっかけとなり、江波と阿賀の漕伝馬船が管絃船を引くようになった。これは現在まで続いている。
この江波の漕伝馬には厳島へ行く前に「川上り」という行事がある。江波から漕伝馬船で本川を逆上ってお世話になったところで船を3回西廻りにまわすという挨拶回しをし、広島住吉神社や空鞘稲生神社前の雁木からそれぞれの神社境内に入り安全祈願する。

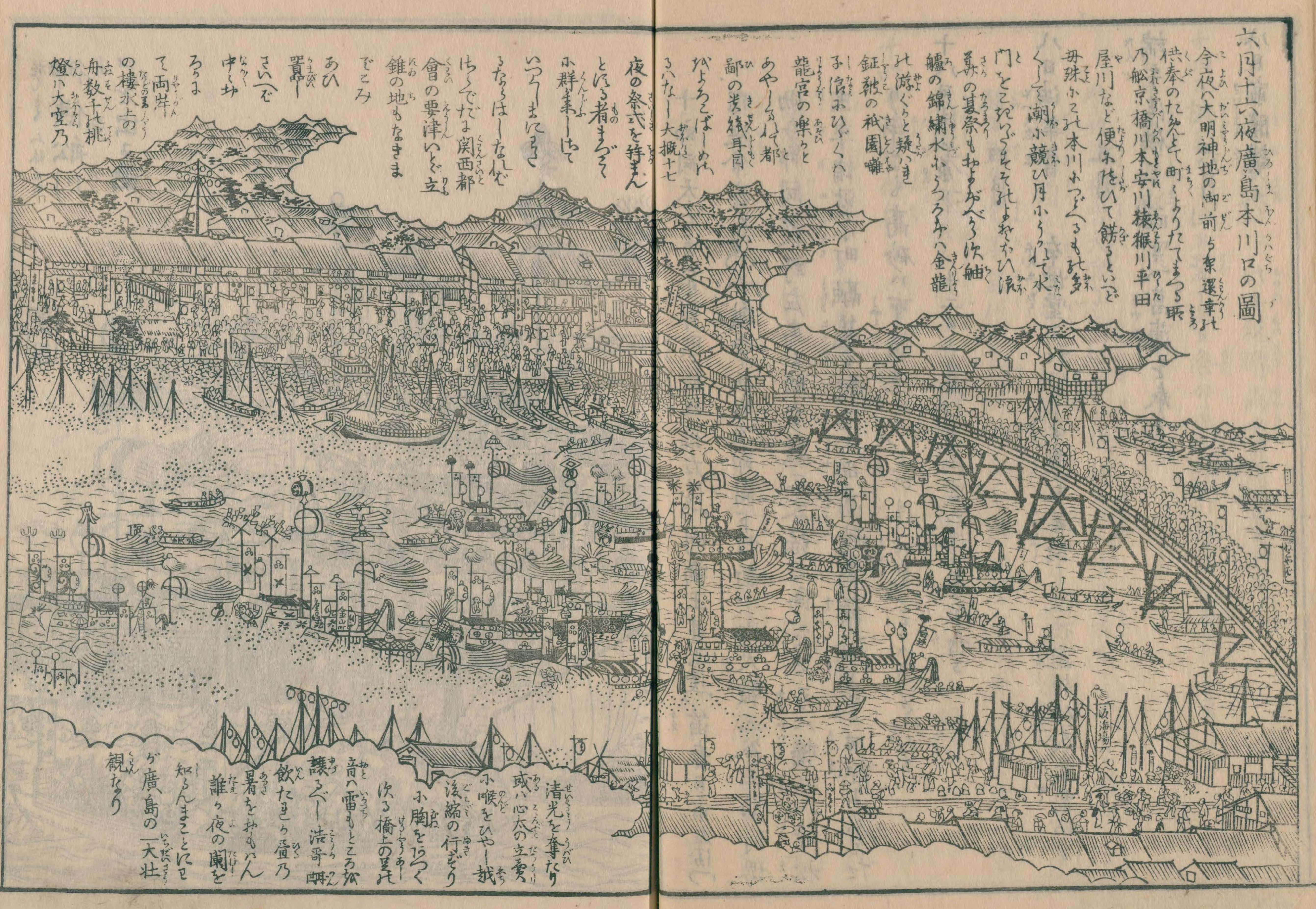
『芸州厳島図会 六月十六夜広島本川口の図』1842年。本川（旧太田川）から出ていた「御供船」の様子。当時の雁木も描かれている。

また江戸時代には「御供船」という管絃船をお供する船も出ていた。1711年（正徳元年）紙屋町から御供船を出したのが最初で、次第に各町で出すようになり祇園祭の山車のごとく各町が競って飾り立て各河川で組み立てられた。この御供船とそれらを観覧する遊覧船が船団となって管絃祭をもりあげた。ただ近代に入り架橋によって飾り立てた御供船が通過することができなくなったため川単位で御供船を出していたがその後は廃れてしまった。
この御供船の風習を残し厳島管絃祭を真似たものが、広島住吉神社の例祭すみよしさんの広島管絃祭になる。厳島管絃祭の前日に行われるいわゆる前夜祭のような存在であり、住吉神社の御神体を乗せた御座船を江波の漕伝馬が引き、本川や元安川を逆上って渡御する。

### 現代の川船
かつて太田川水系6川では、護岸から桟橋を渡してかき船・貸しボート・水上タクシーなどが営まれていた。ただ河川を管理する行政側は、これらが台風等の災害時に漂流して橋梁にせき止められると水位が上昇して氾濫被害を引き起こすとして営業を認めなくなり、結果廃れた。
一方海と島の博覧会が開催された1989年に、市は民間23社とで第三セクター広島リバークルーズを設立、元安川と本川で遊覧船を始めた。ただ経営不振により2001年解散、事業を2002年アクアネット広島が引き継いだ。現在の水上交通はそれを引き継いだリバーシークルーズによって運営されている。
2004年NPO法人雁木組が設立され、市内にある雁木を発着場として活用する“雁木タクシー”が運営されている。これはブラタモリ2016年9月24日放送回で登場した
以下、現在運営されている川船を示す。
- かき船 : かなわのみ。船形態では運営されていない。
- 水上交通
  - WATER TAXI : 広島駅前川の駅 - 平和公園元安桟橋間の運行。予約制。リバーシークルーズ運営。
  - 雁木タクシー : 市内各所にある雁木を利用する水上タクシー。NPO法人雁木組運営。
  - ひろしまリバークルーズ（川の遊覧船） : 元安桟橋を起点とする本川の遊覧船。リバーシークルーズ運営。
  - 世界遺産航路 : 元安桟橋 - 宮島間の運行。アクアネット広島運営。

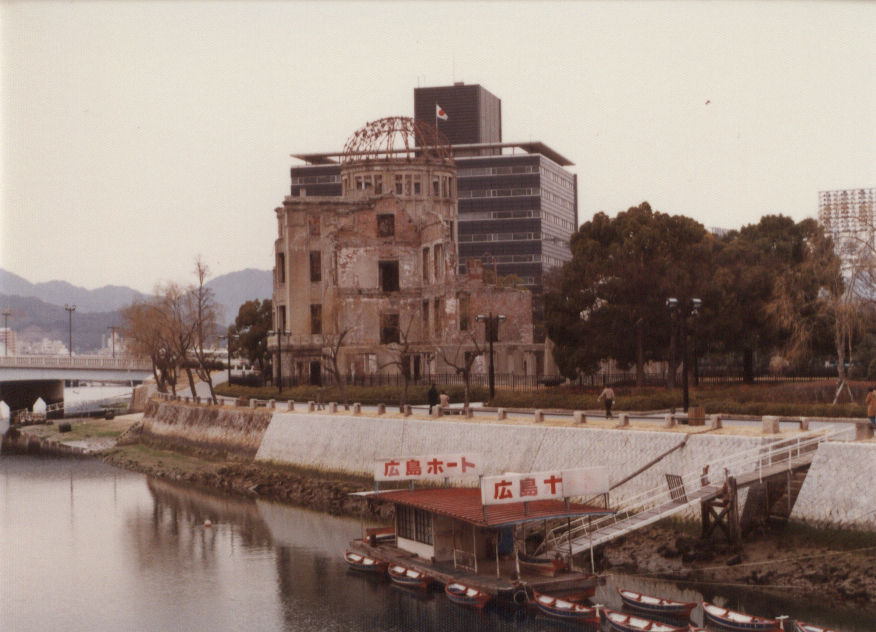
かつて原爆ドーム周辺では貸しボート屋が営まれていた。
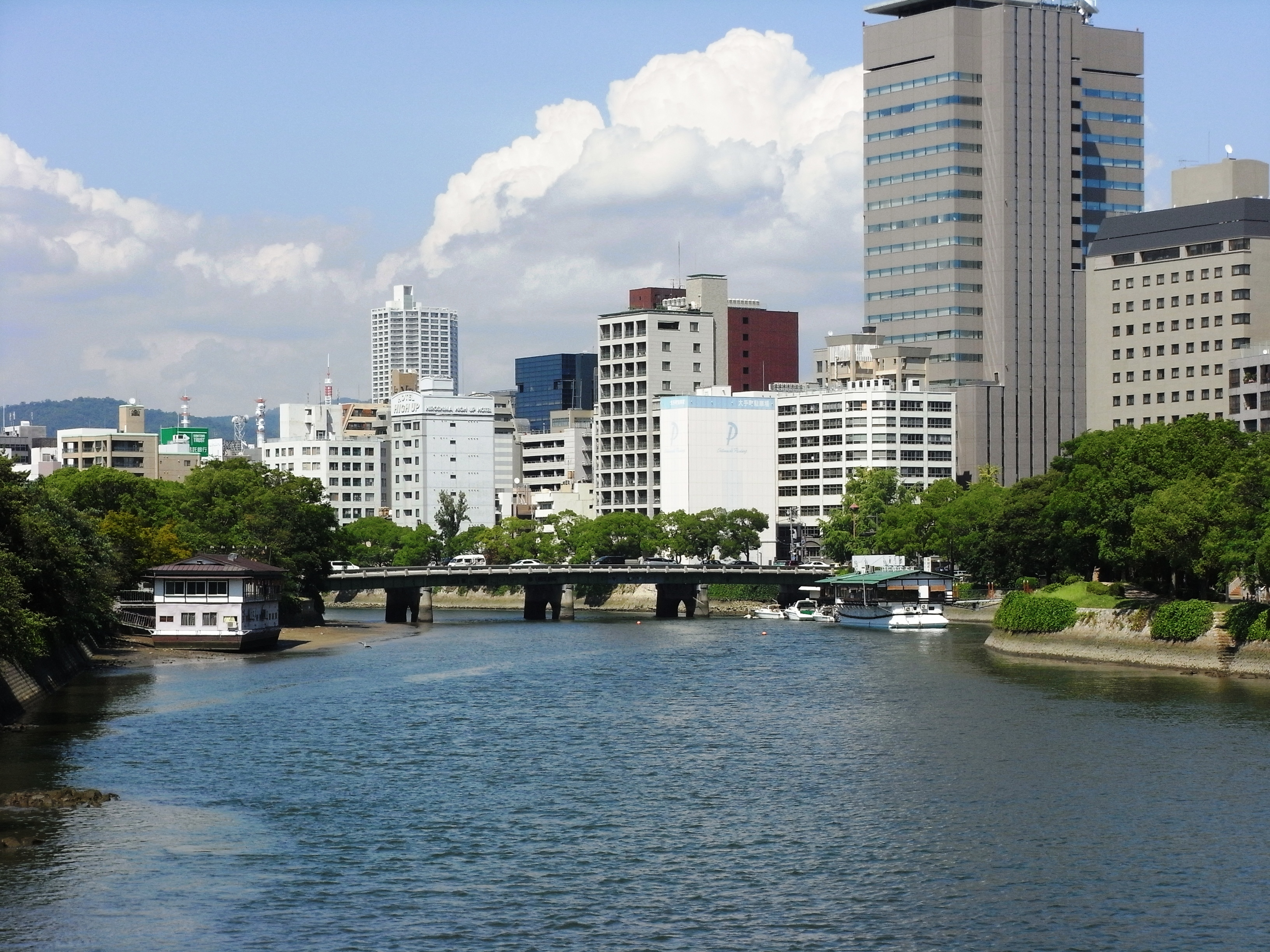
かつてのかき船「かなわ」と「ひろしま」
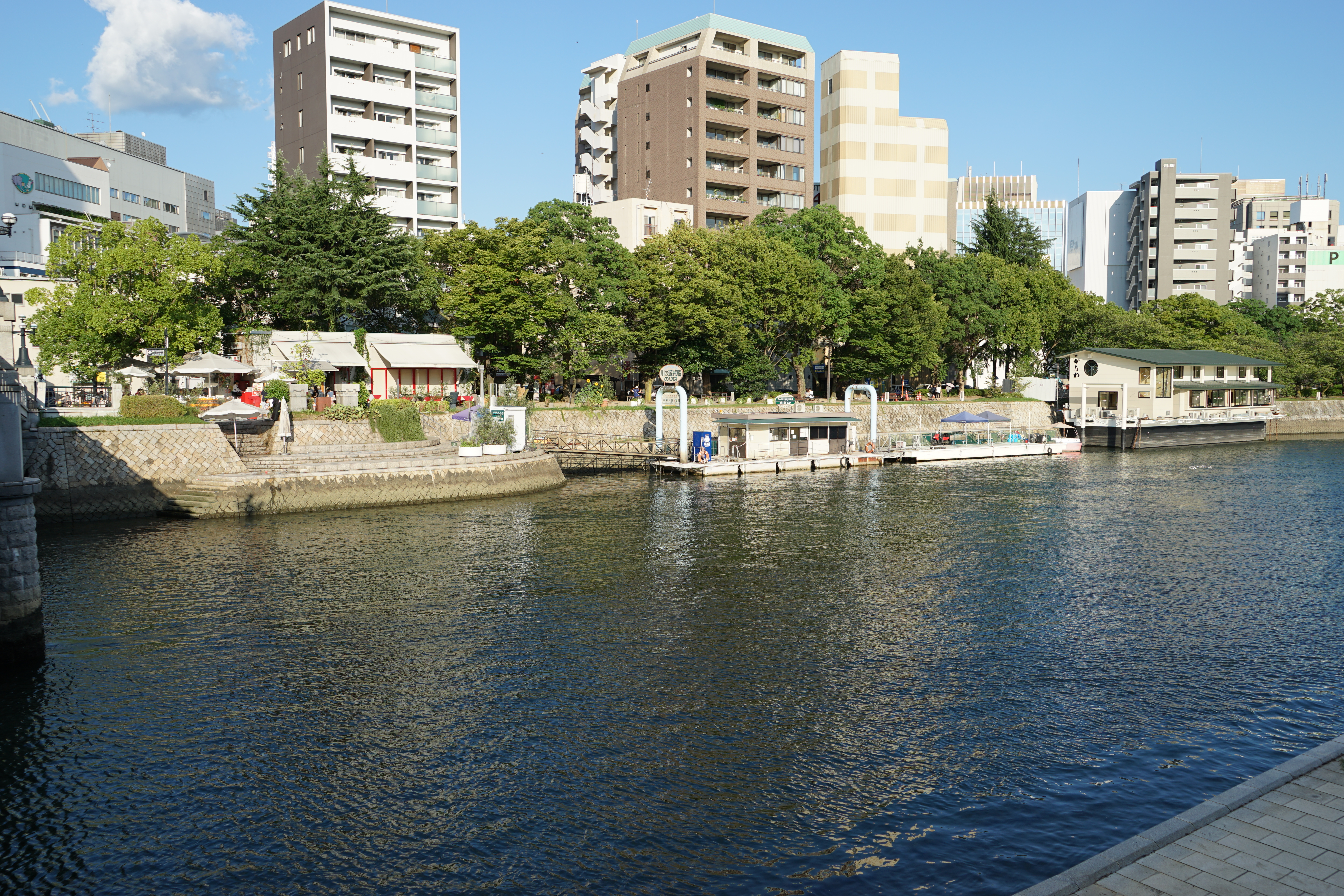
元安桟橋と2019年現在広島市唯一のかき船
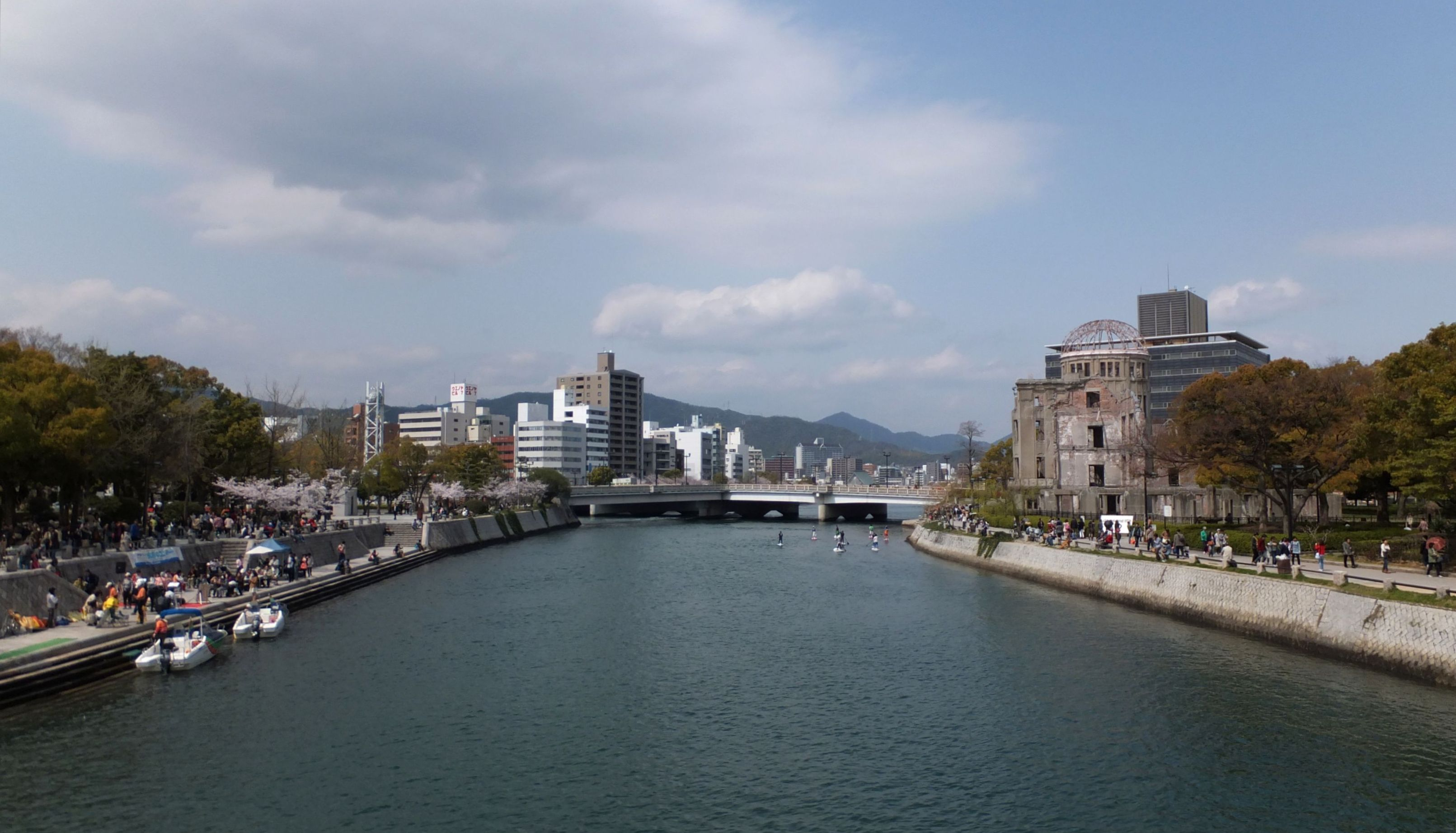
左側に停泊するのが雁木タクシー

## 主な雁木

### 旧草津港
草津には中世ごろ港が整備されていた。その南側、扇や商工センターは現代に入って埋立られ、現在の草津漁港はそれで移転した。
かつての草津港で用いられていた雁木の一部は草津南1丁目西部埋立第八公園に移されて残っている。
| 1.5 km 旧港 草津漁港 | Clip 1945年米軍作成地図。 |

### 楠木
横川および楠木は広島城下北端にあった物資の集積地であり、そこにある大雁木は太田川上流から運ばれてきた物資陸揚の中心的な役割を担った。江戸時代には幅5.5mほどで渡舟の船着場でもあった。明治時代以降に大改築され、雁木で陸揚げされた物資は貨車に乗せられ引込線で横川駅まで運ばれそこから各地へと運ばれていった。現在の雁木自体は縮小しているが、それでも広島市に現存する雁木としては最大級にあたる。
例えば木材は、江戸時代においては専売制で、城の外堀取水用の樋門付近・現在の三篠橋東詰あたりにあった材木場で材木奉行によって検査され、そこを通った材木が対岸である楠木の雁木から陸揚げされ川沿にあった材木蔵に納められていた。こうしたことから周辺に材木を扱う商人が集まり、現在小田億など木材を取り扱う企業・工場が多くある。
現在はシジミ漁の陸揚げ場所としても用いられている。
| 300 m 胡子 | Clip 1945年米軍作成地図。 | Clip 安芸国広島城所絵図。 |

### 住吉

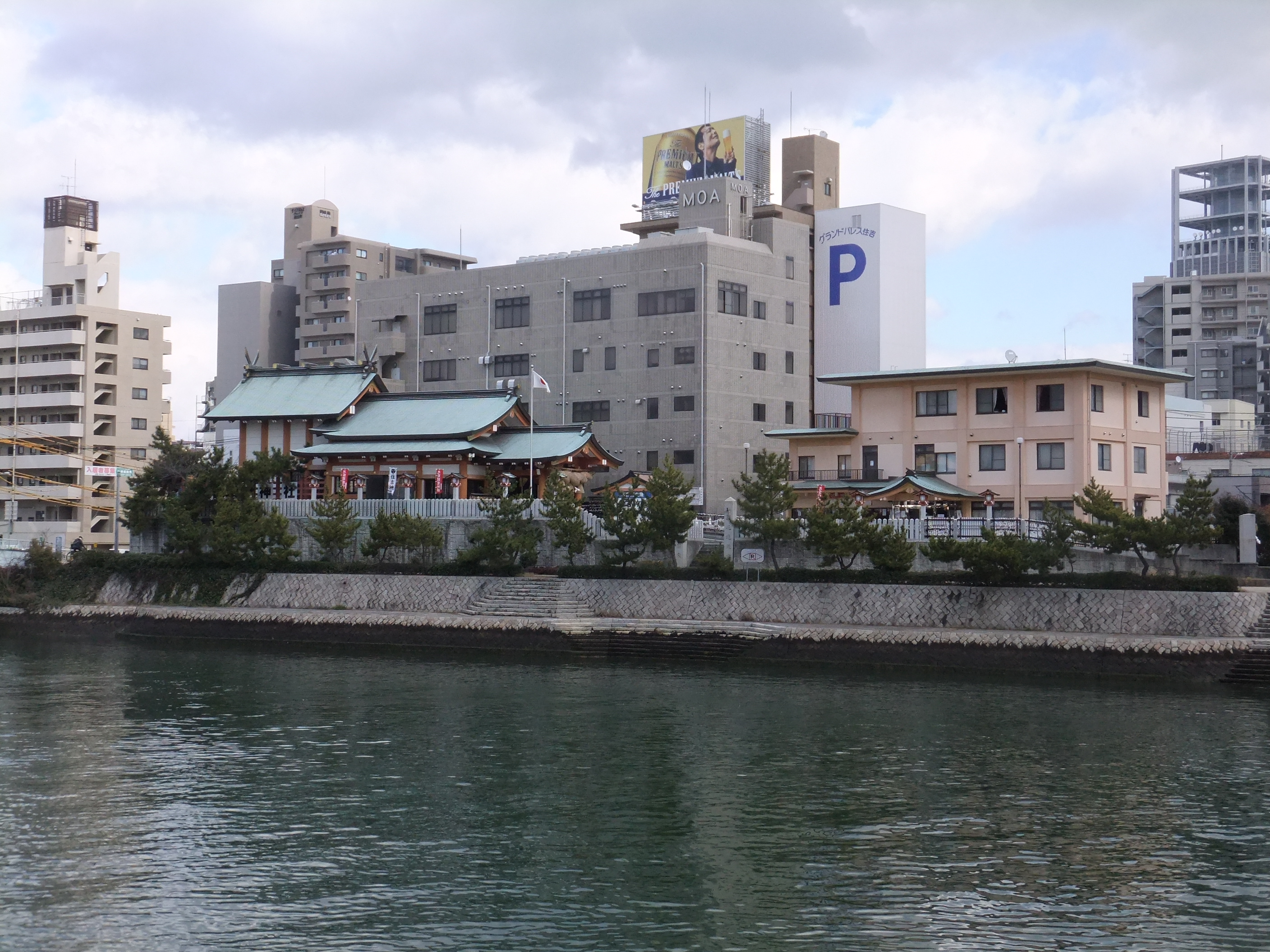

この地は城下が整備された当初は南端に位置し、加古町（旧・水主町）には藩所有の船を係留した「御船入」と呼ばれた船入堀があった。船入堀の北側は藩邸・水主町屋敷や上級家臣の下屋敷が置かれた。船入堀の南側は水主衆の住宅地であり、大雁木はその地に隣接した本川側で舟入堀の入り口にあった。かつてこの付近の小字は大雁木といった。
船入堀の岬には住吉神社が本川舟運の守り神として祀られた。その境内にある雁木では、「すみよしさん」の漕伝馬（広島管弦祭）・人形流しが行われる。
| 300 m ←旧・船入堀 住吉 | Clip 1945年米軍作成地図。 |  | Clip 安芸国広島城所絵図。 |

### 大手町
現在の相生橋東詰付近は、かつて「櫓下」と呼ばれ広島城外堀南西端に位置し大雁木があった。その南側に年貢米を集積する米蔵があり、その前にも雁木があった。2つの雁木を利用して年貢米を陸揚げしていた。
なお藩の米蔵があった敷地は明治維新以降に官有地となり、そこに県が物産陳列館を建て、それが現在の原爆ドームになる。
現在原爆ドーム前にある雁木は元安川周辺の護岸整備によって1985年再整備された。江波の漕伝馬「川上り」において挨拶回りする地点。原爆忌である8月6日夜には灯篭流しが行われる。その下流側には元安桟橋があり、2019年現在唯一のかき船がある。
| 300 m ←原爆ドーム -の範囲内を記載。 | Clip 1945年米軍作成地図。 |  | Clip 安芸国広島城所絵図。 |

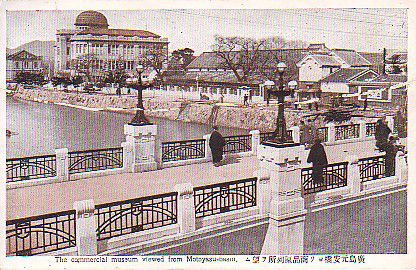
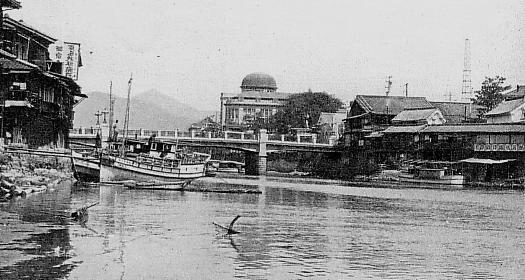
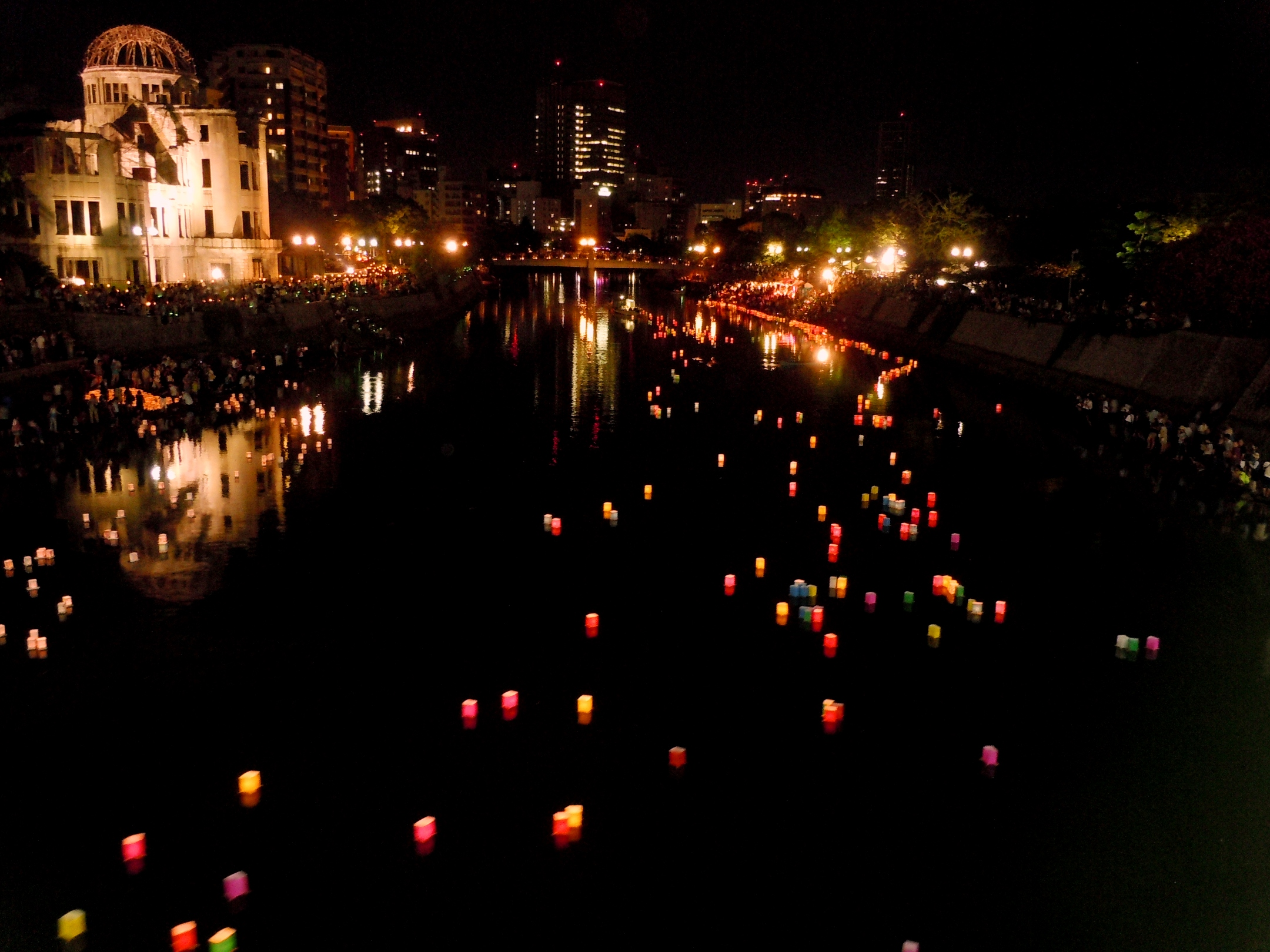
8.6灯篭流し

### 本川・土橋の雁木群

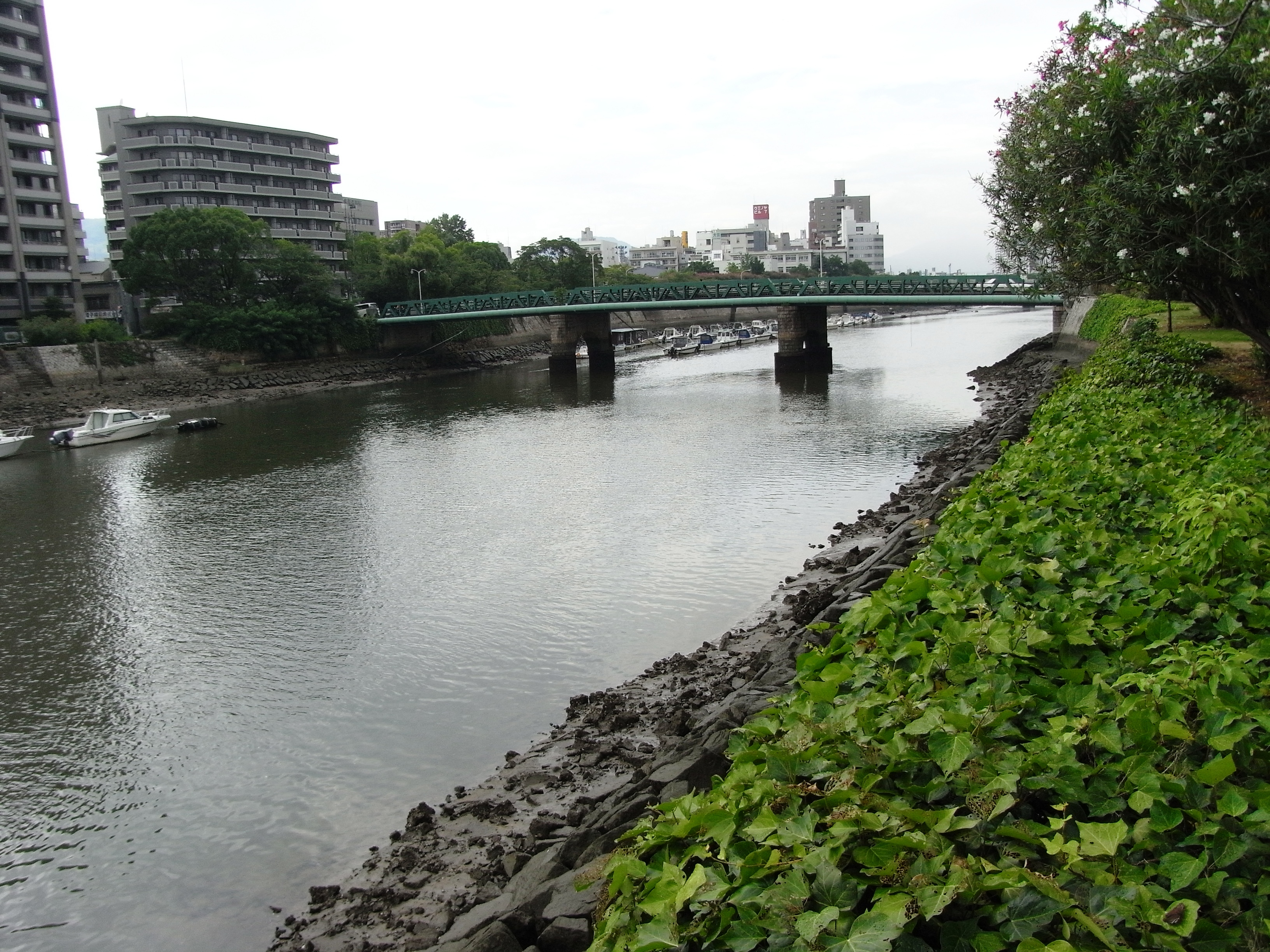
左側雁木の下端に立っている白い石が復元された舟つなぎ石。

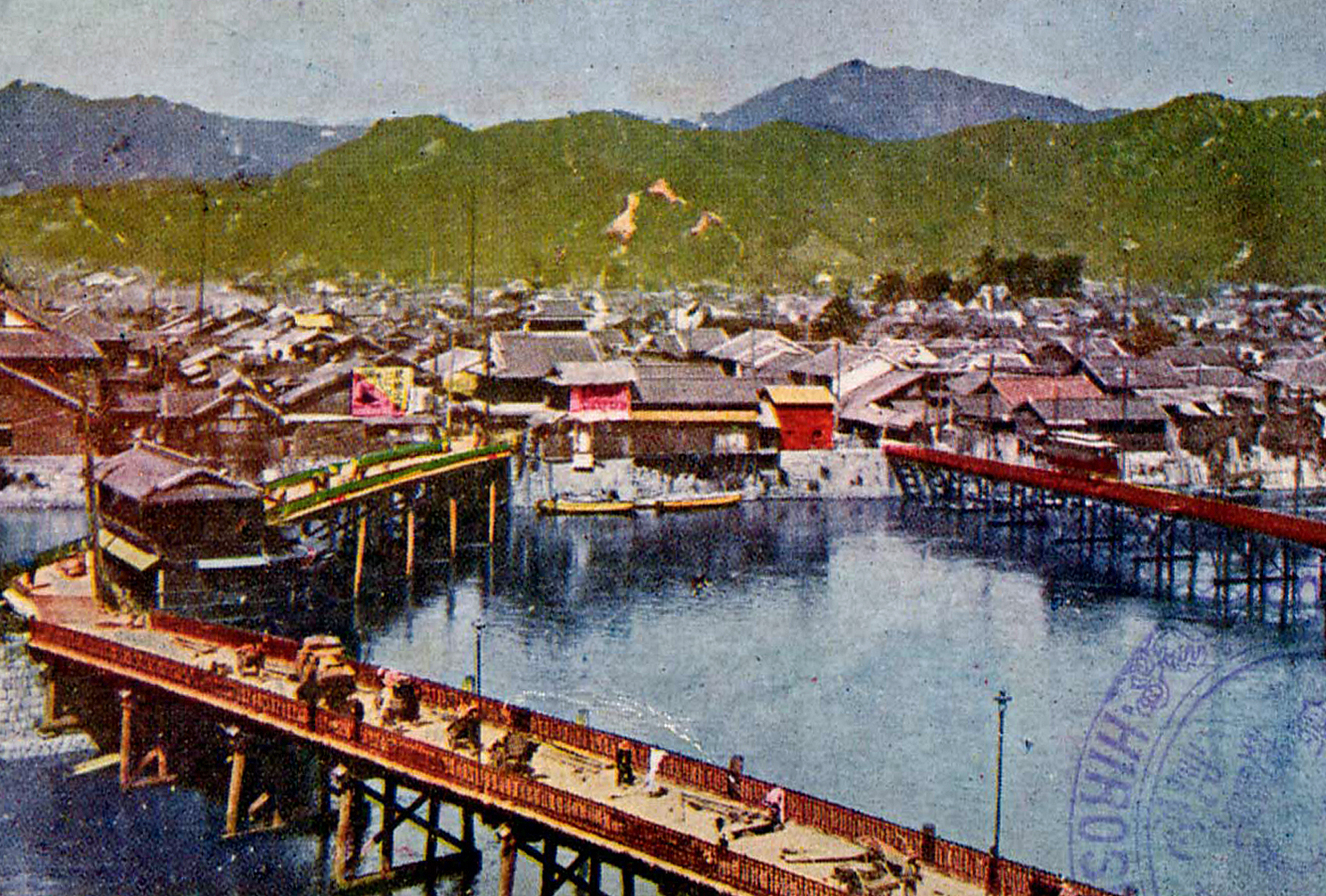
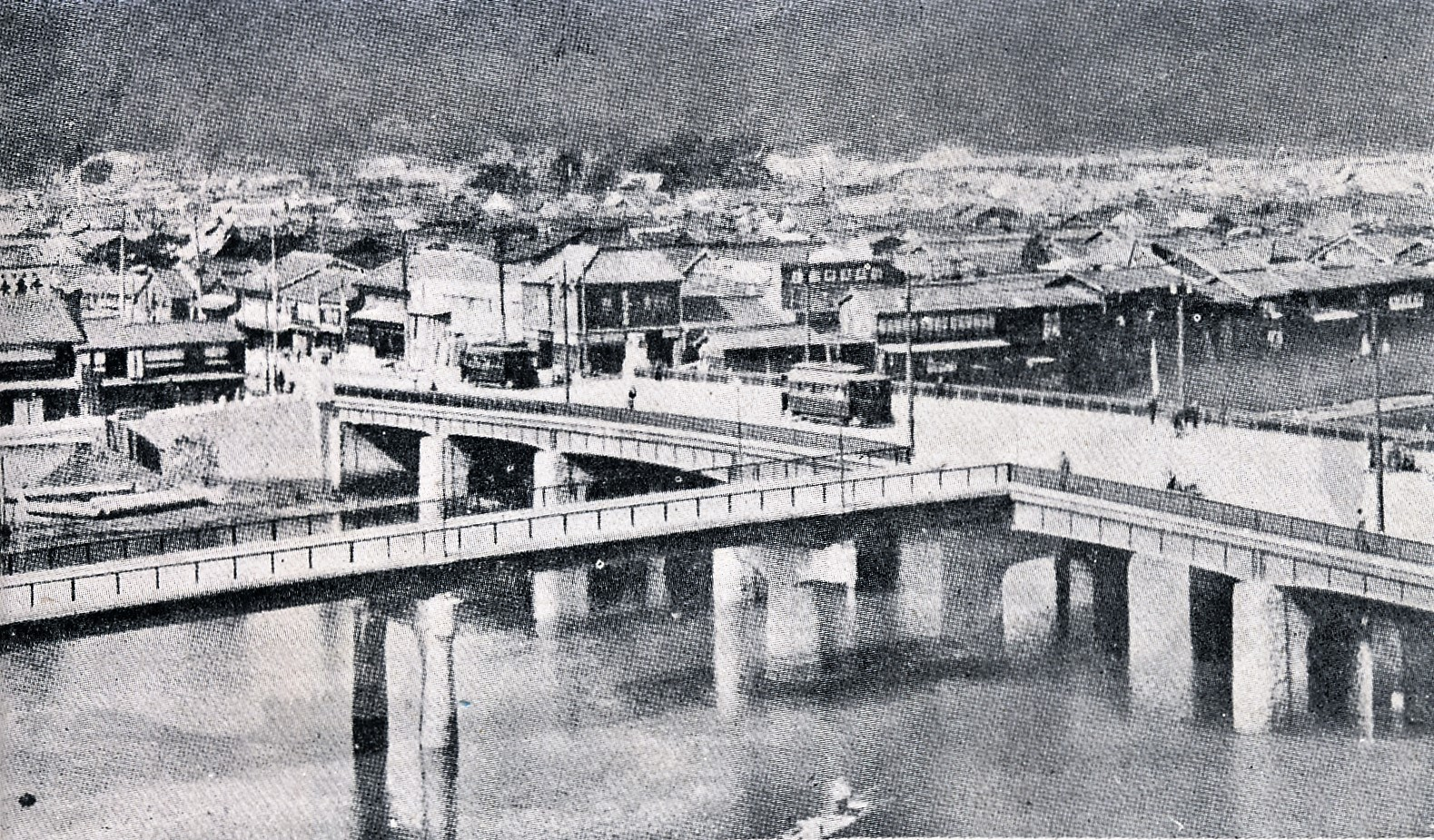
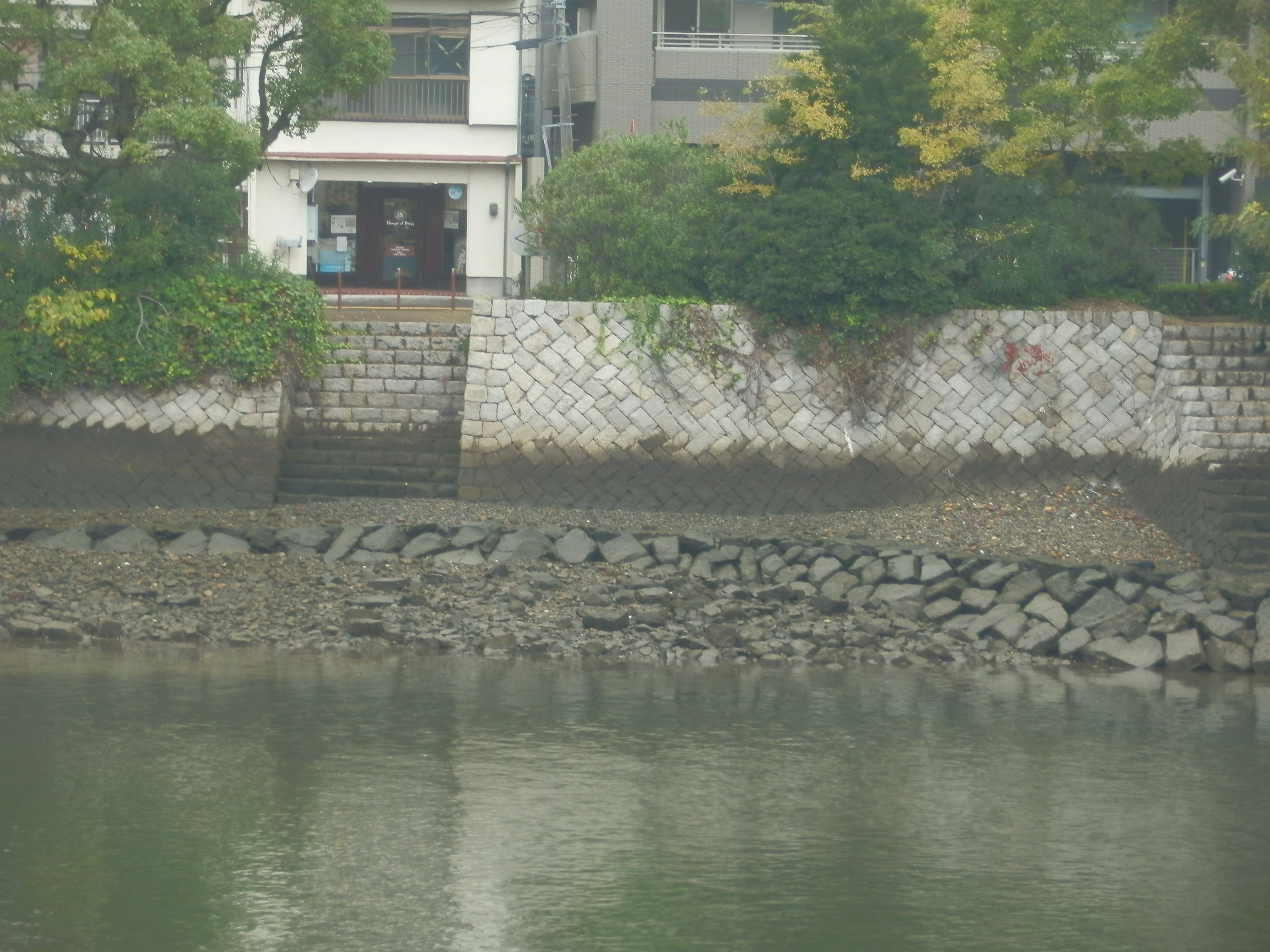
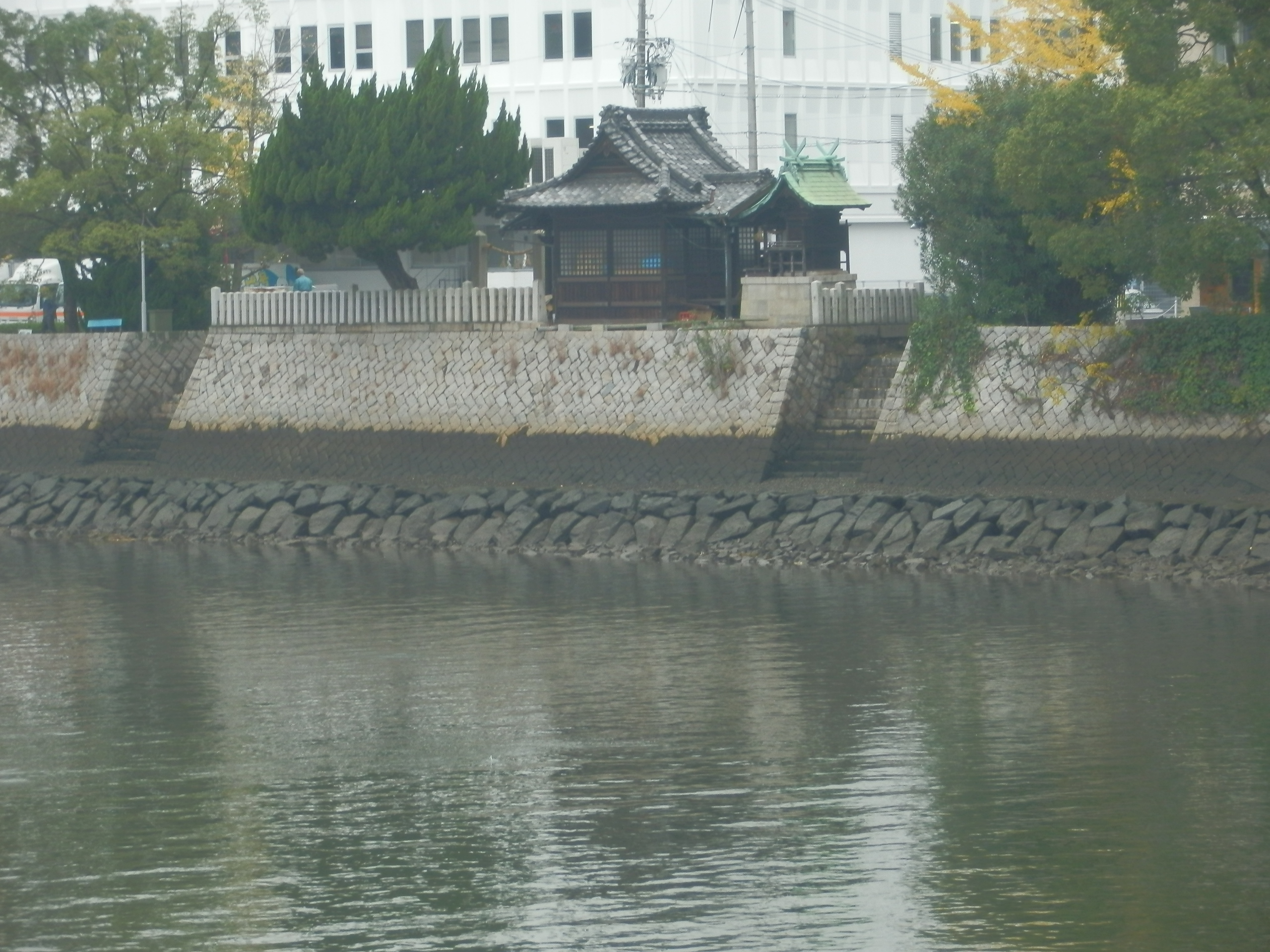
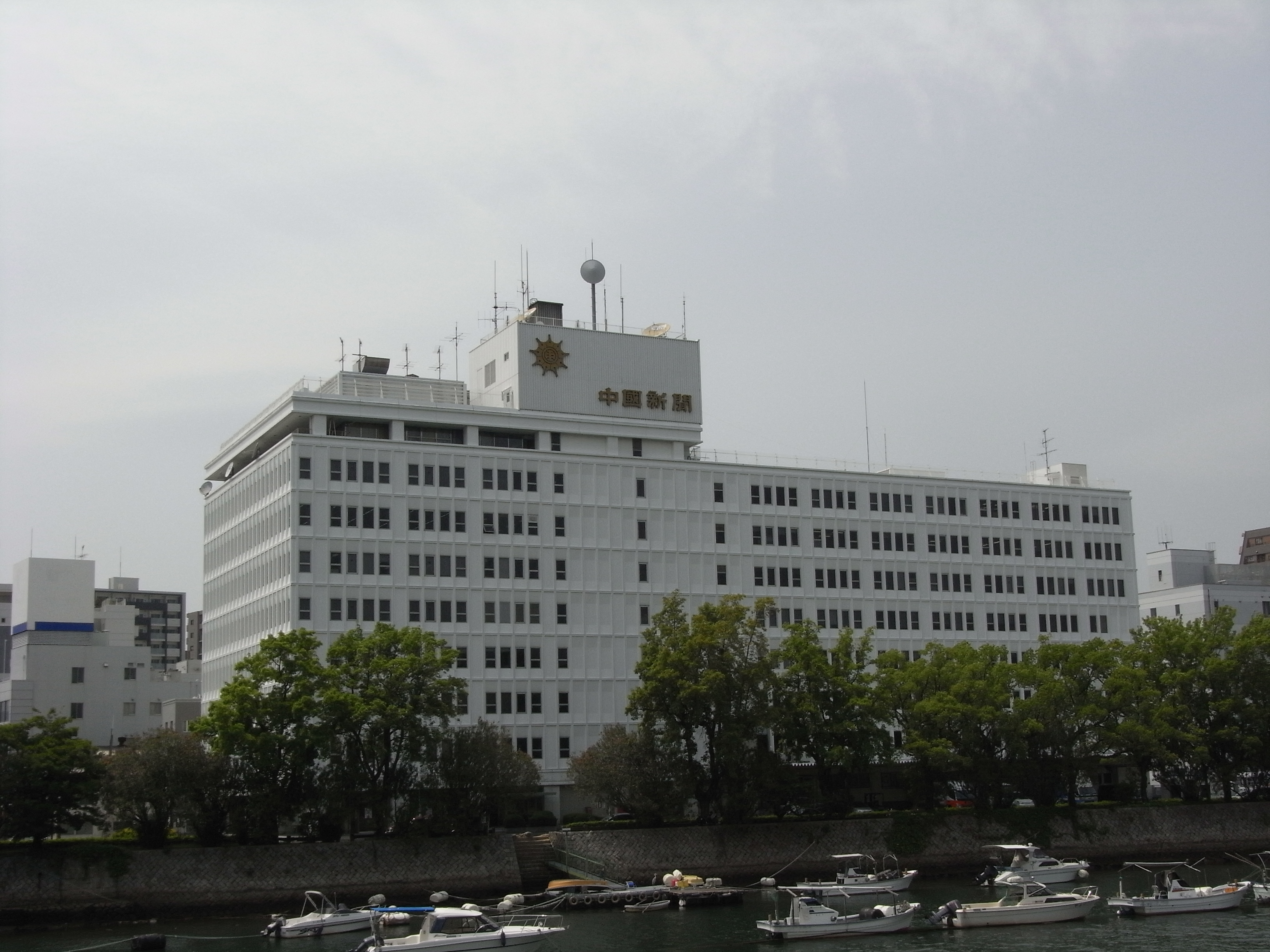

江戸時代、この地は西国街道と雲石街道の交点付近であり、太田川水運での川船のほか河口から上がってきた廻船（海船）が着岸していた。本川橋周辺から下流に現存する雁木は、昭和40年代護岸整備されたときに当時と同じ位置に組み直されたものである。
本川橋西詰にある舟つなぎ石は2008年（平成20年）川底から発掘され復元された。また本川橋西詰の護岸、本川橋橋脚下の石組は毛利氏時代の島普請によるものと言われている。
そばには鋳造（可部鋳物）の常夜灯が立つ。初代は1781年（天明元年）建立で理由はわからないが消失し、現存のものは2代目であり1991年（平成3年）県鋳物工業協同組合・広島たたら会が製作し再建された。その土台の石積は江戸時代のものになる。
江波の漕伝馬「川上り」において、かつては本川橋西詰で川を上り森川家で食事をとる風習があったが、戦後森川家が移転したため広島中央卸売市場が、のち市場移転に伴い中国新聞社本社がその風習を受け継いでいる。
| 300 m · 本川浜 · 恵美須 -の範囲内を記載。 | Clip 1945年米軍作成地図。 |  | Clip 安芸国広島城所絵図。 |

### 京橋川の雁木群

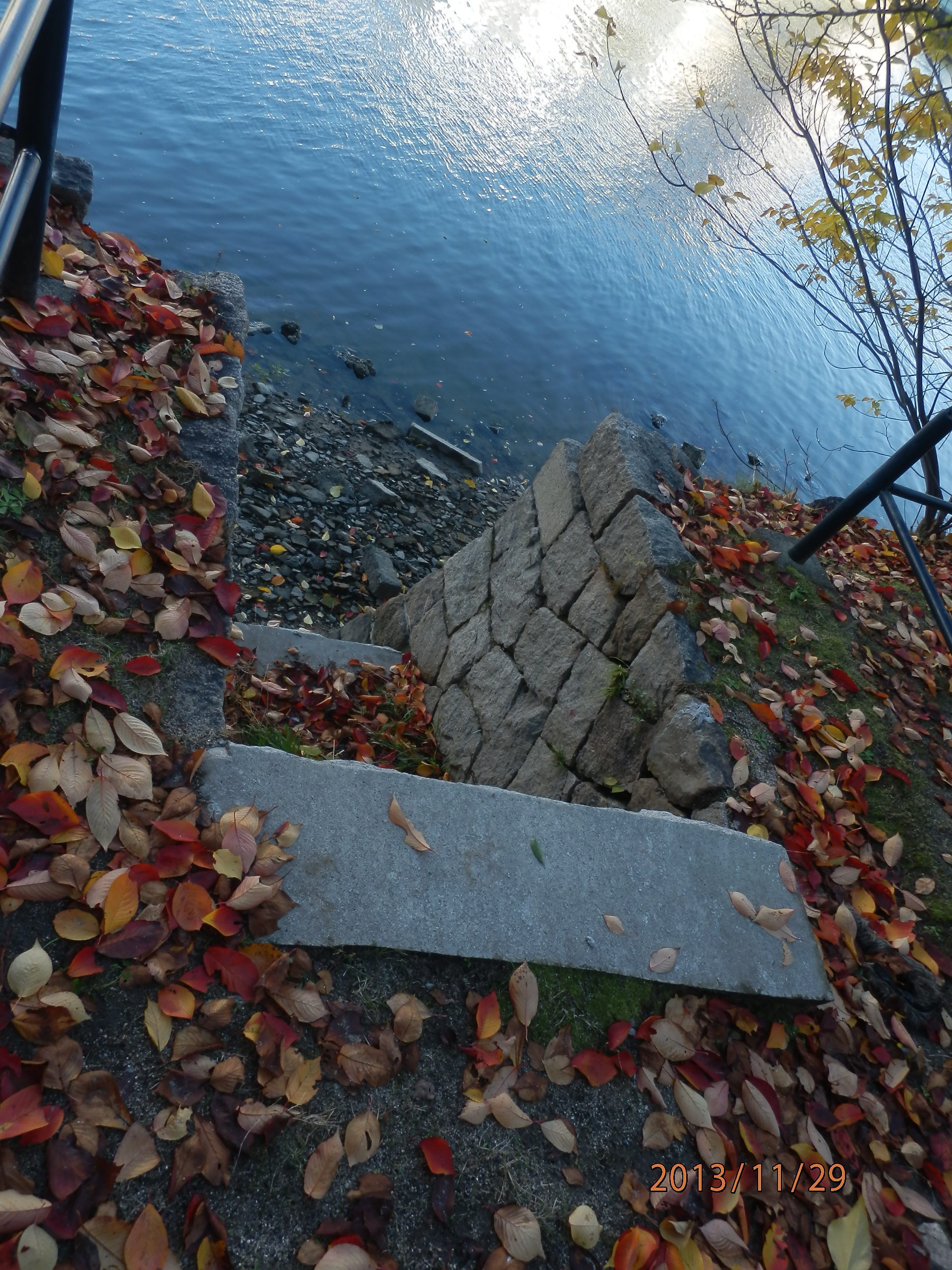
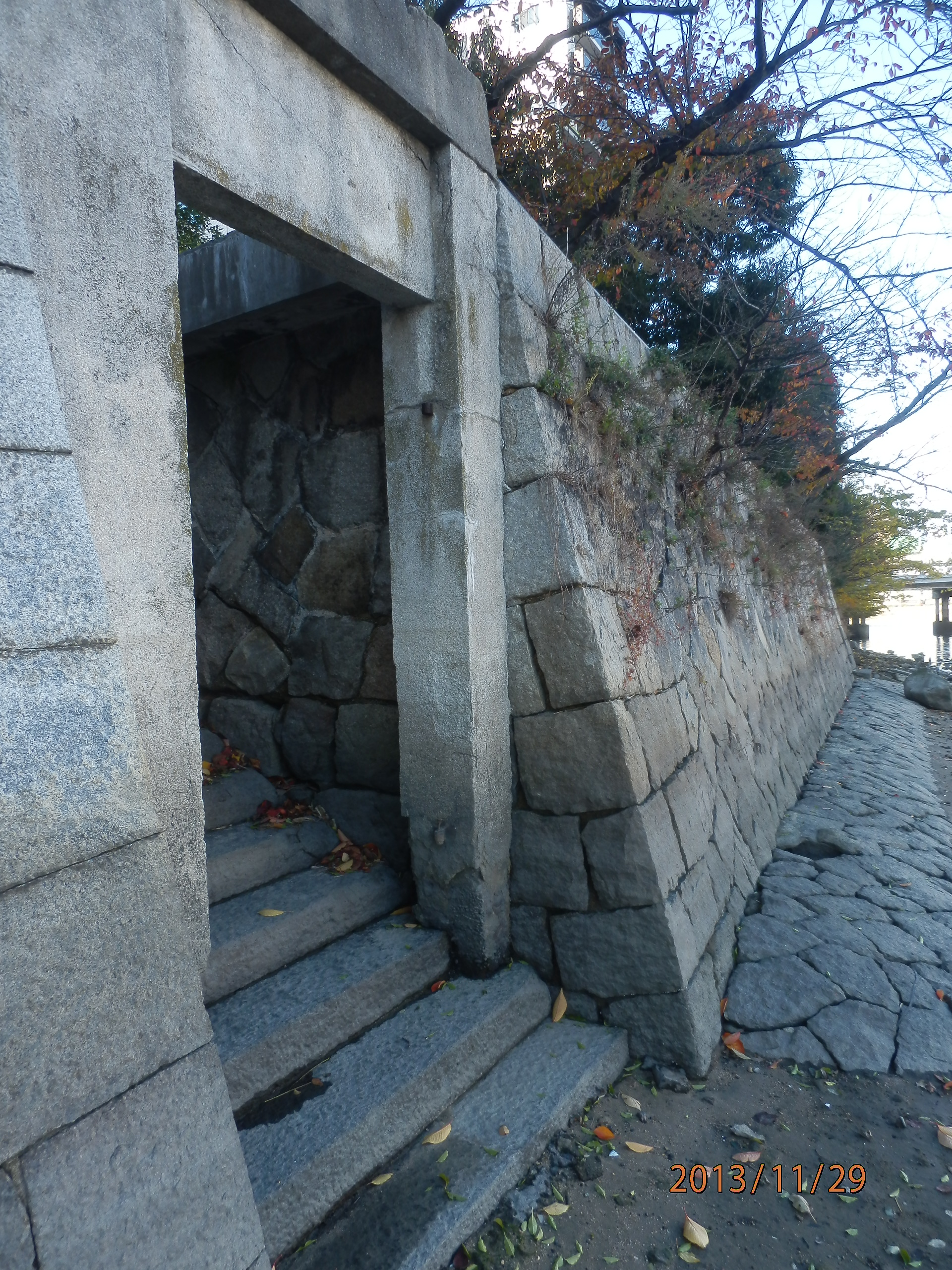
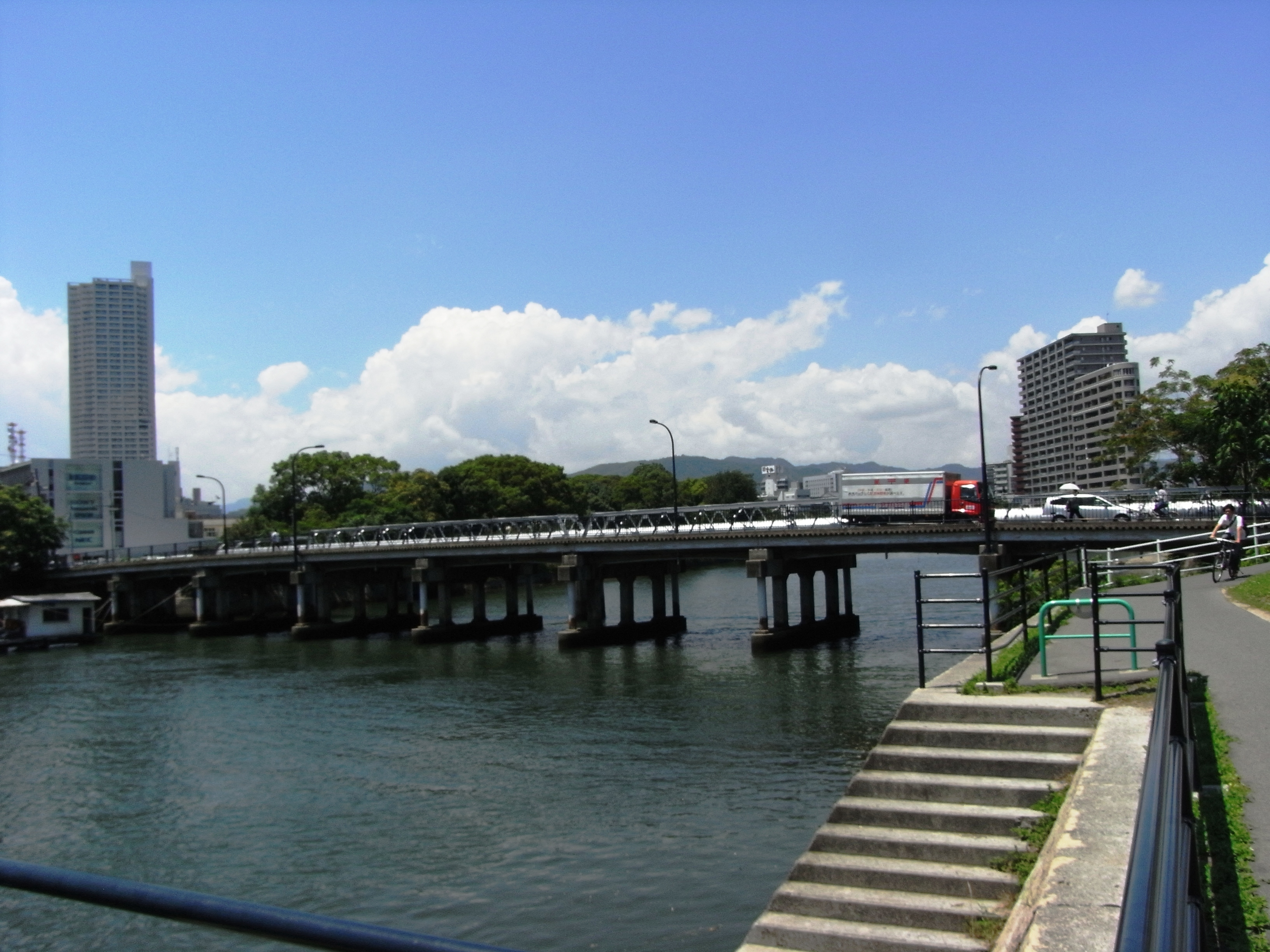
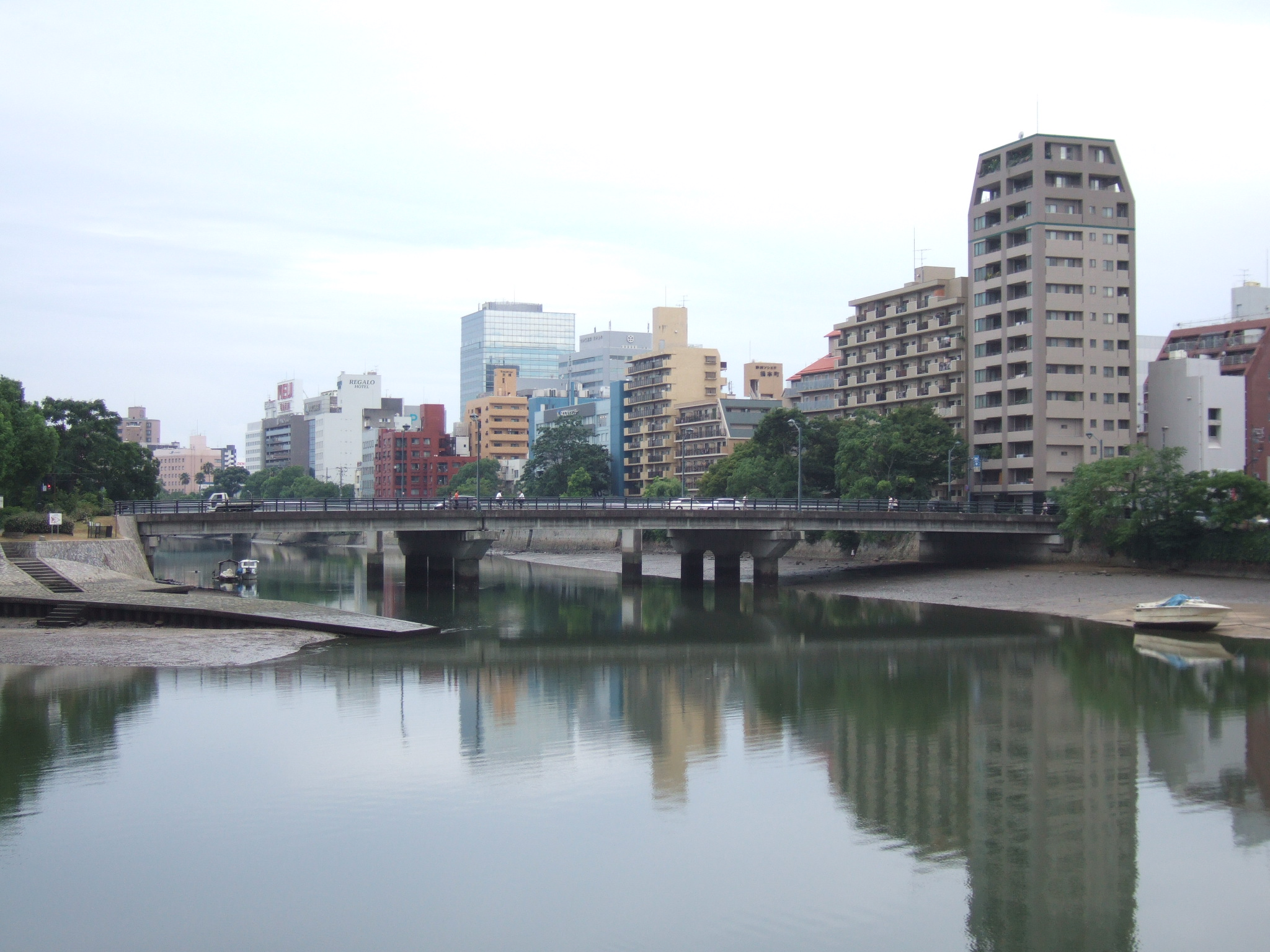
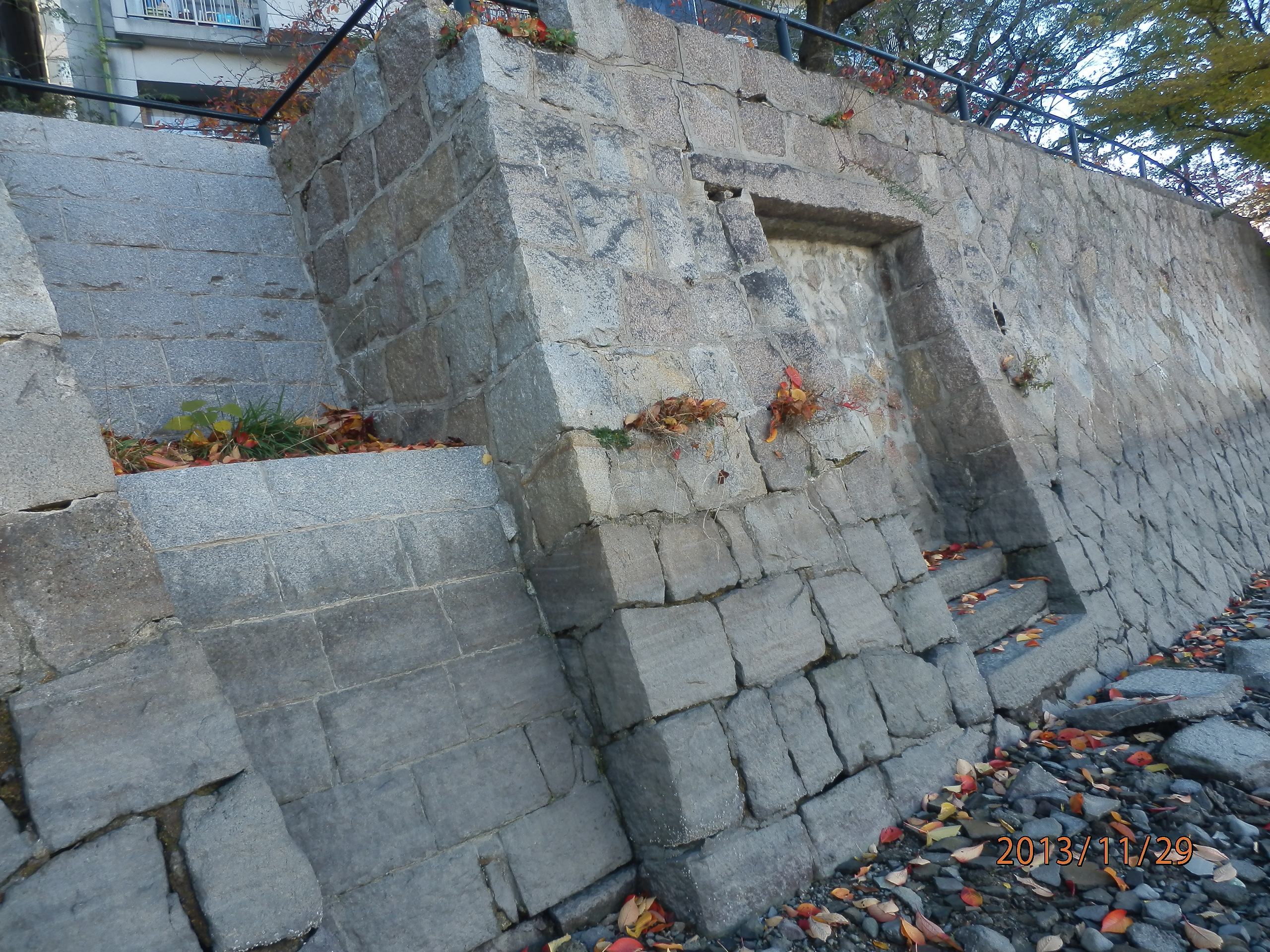
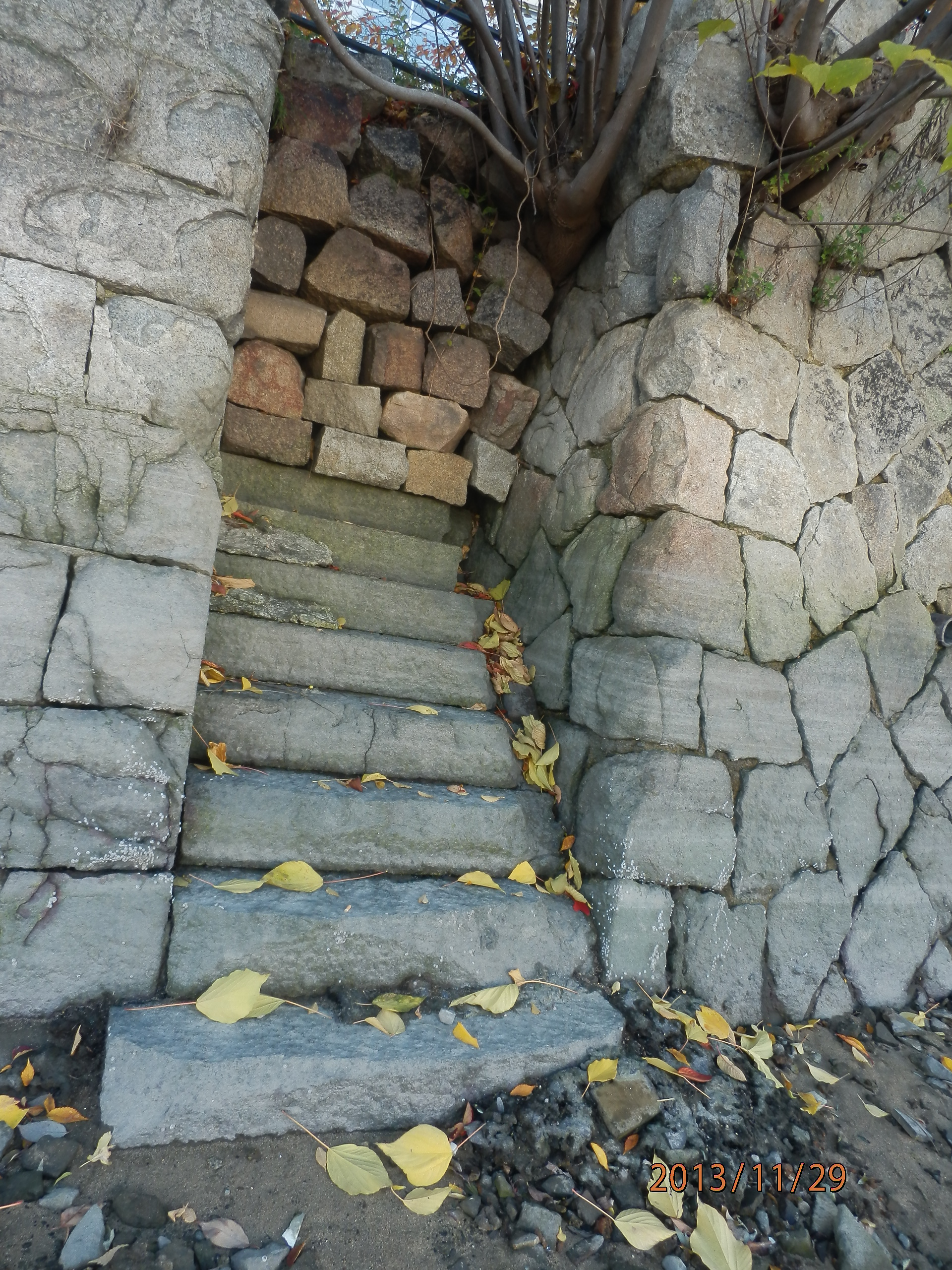

祇園新道こうへい橋から柳橋までの区間が土木学会選奨土木遺産に選定されている。ほぼ明治時代以降に個人単位で雁木・護岸を造ったものが現在まで残っている。個人で造ったため裏木戸のあるタイプや舟つなぎがあるタイプなど様々な種類の雁木が20m間隔で続き、更にこの区間には雁木を境に左右で護岸石積方法が異なっている所もある。
江戸時代、縮景園の北側の白島が武家町・寺町（城の鬼門）、園の南側の上幟町が武家町を形成していた。また城を洪水から守るため堤防が築かれた区間にあたる。
縮景園は、薬草園あたりの護岸が江戸時代のものを積み直したと推定されている。他は明治以降のもの。
上幟町に関しては明治時代に栄橋ができたことで、橋付近から南に向かって宅地化が進み、川に近い場所に居を構えたものがおのおの独自に護岸と雁木を築いた、と推定されている。
明治時代工兵橋は白島を拠点とした旧陸軍工兵第5連隊によって牛田にあった工兵隊演習場への連絡橋として架けられた。その上流側のこうへい橋白島側付近の護岸は、昭和初期に工兵隊が整備したものが現存している。
またこの区間には被爆によって焼けた箇所が存在する。
| 1.5 km[[file:\|3px\|alt=\|link=]] 栄橋→ 縮景園→ -の範囲内を記載。 | Clip 1945年米軍作成地図。 |  | Clip 安芸国広島城所絵図。 |

### 広島駅前川の駅
水の都ひろしま構想および広島駅南口再開発計画により県および市が約1億5千万円かけて2017年整備した。管理者は広島駅南口開発（株）。水辺に雁木が造られており、WATER TAXIや雁木タクシーの発着場として用いられている。

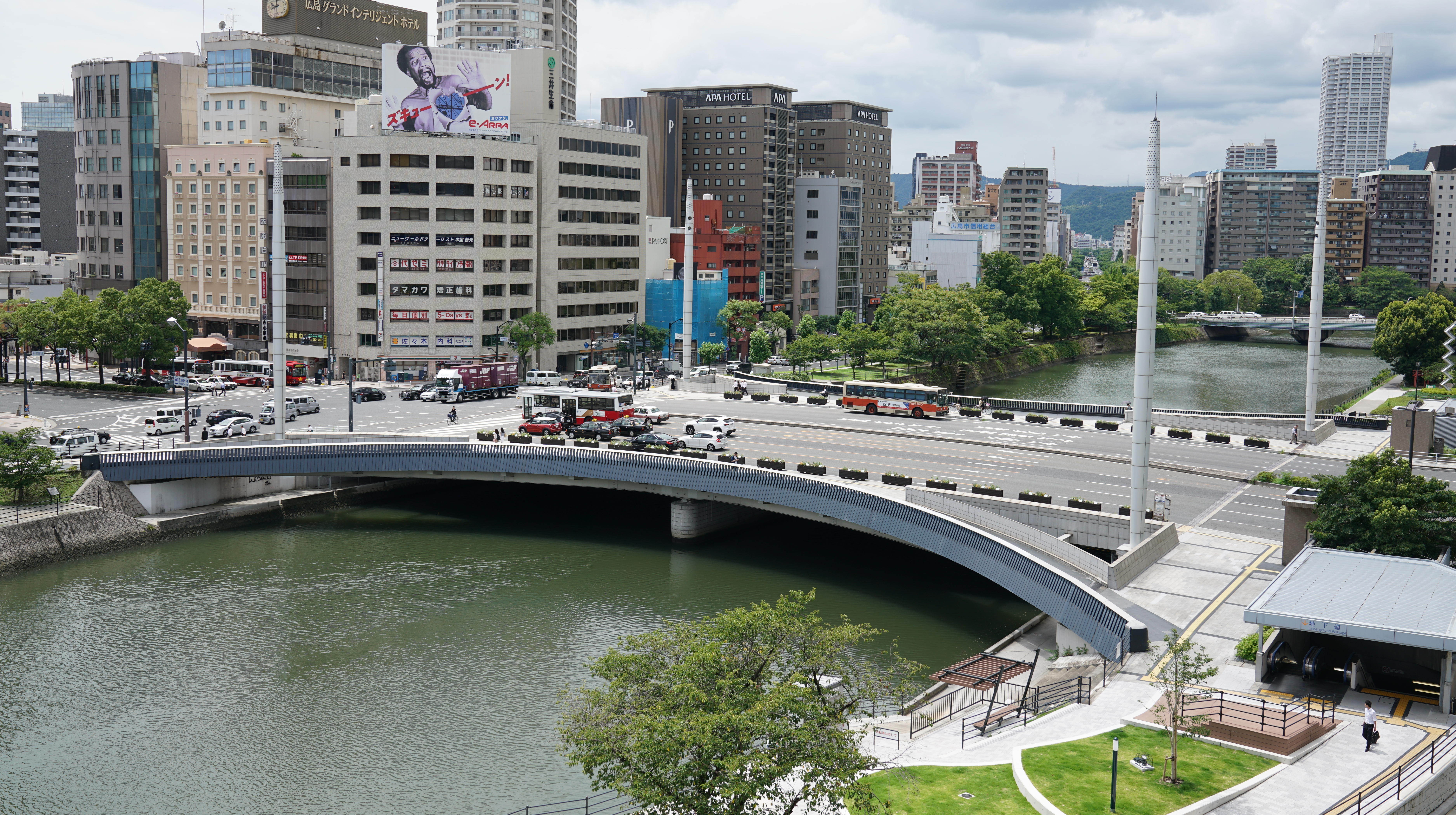
手前木の向こう側に雁木がある。

## ギャラリー

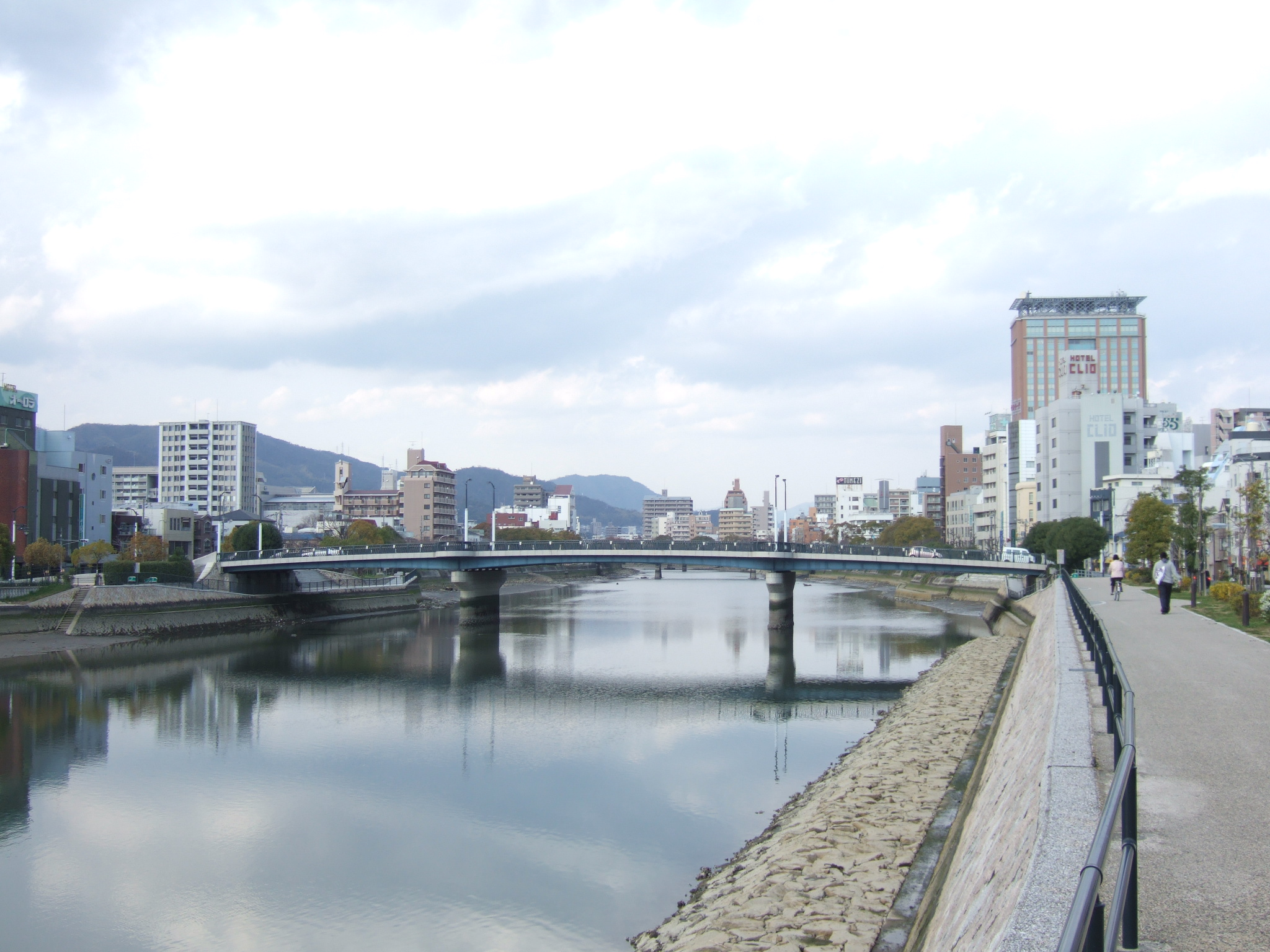
天満川観船橋付近
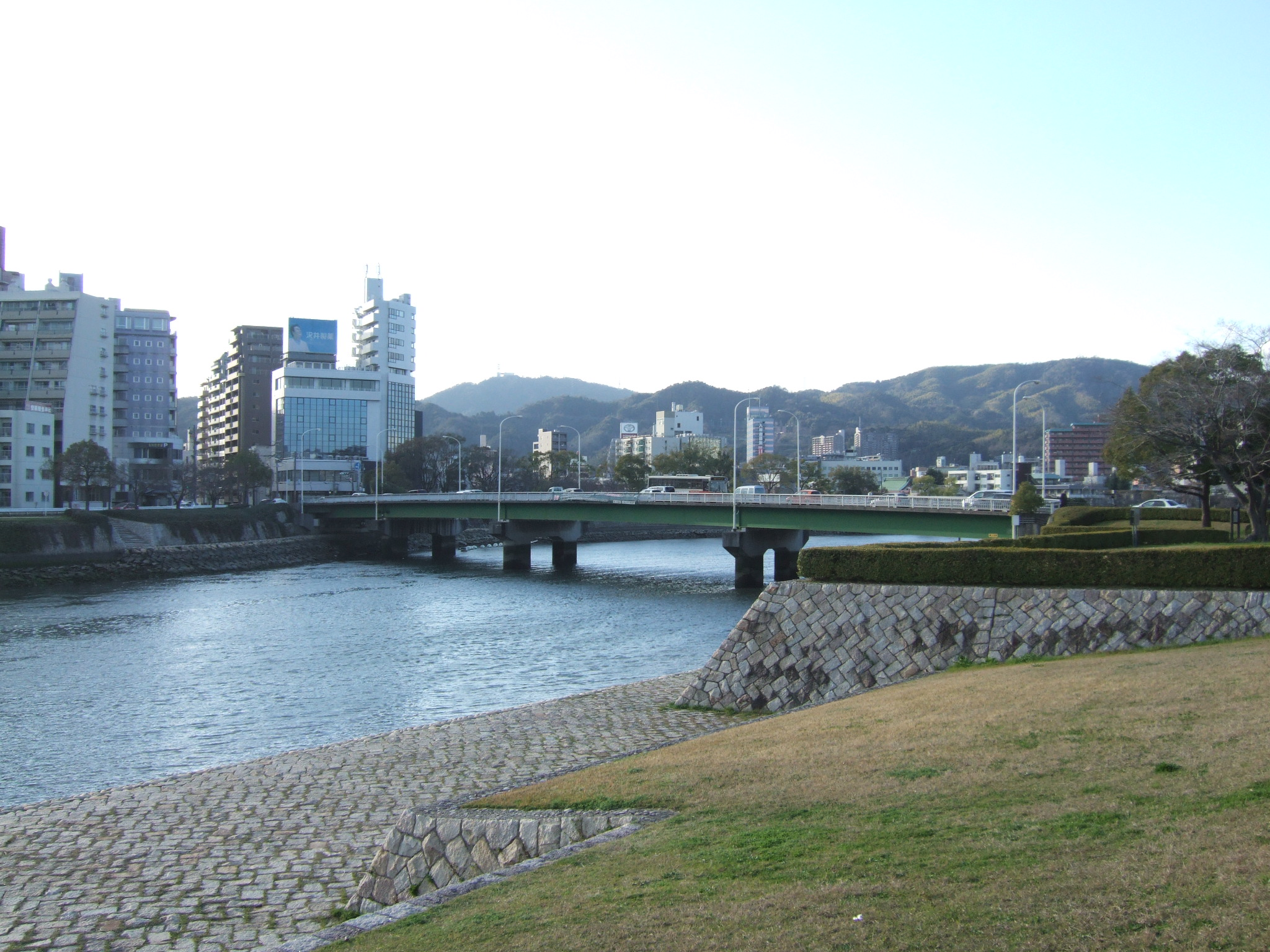
旧太田川空鞘橋付近
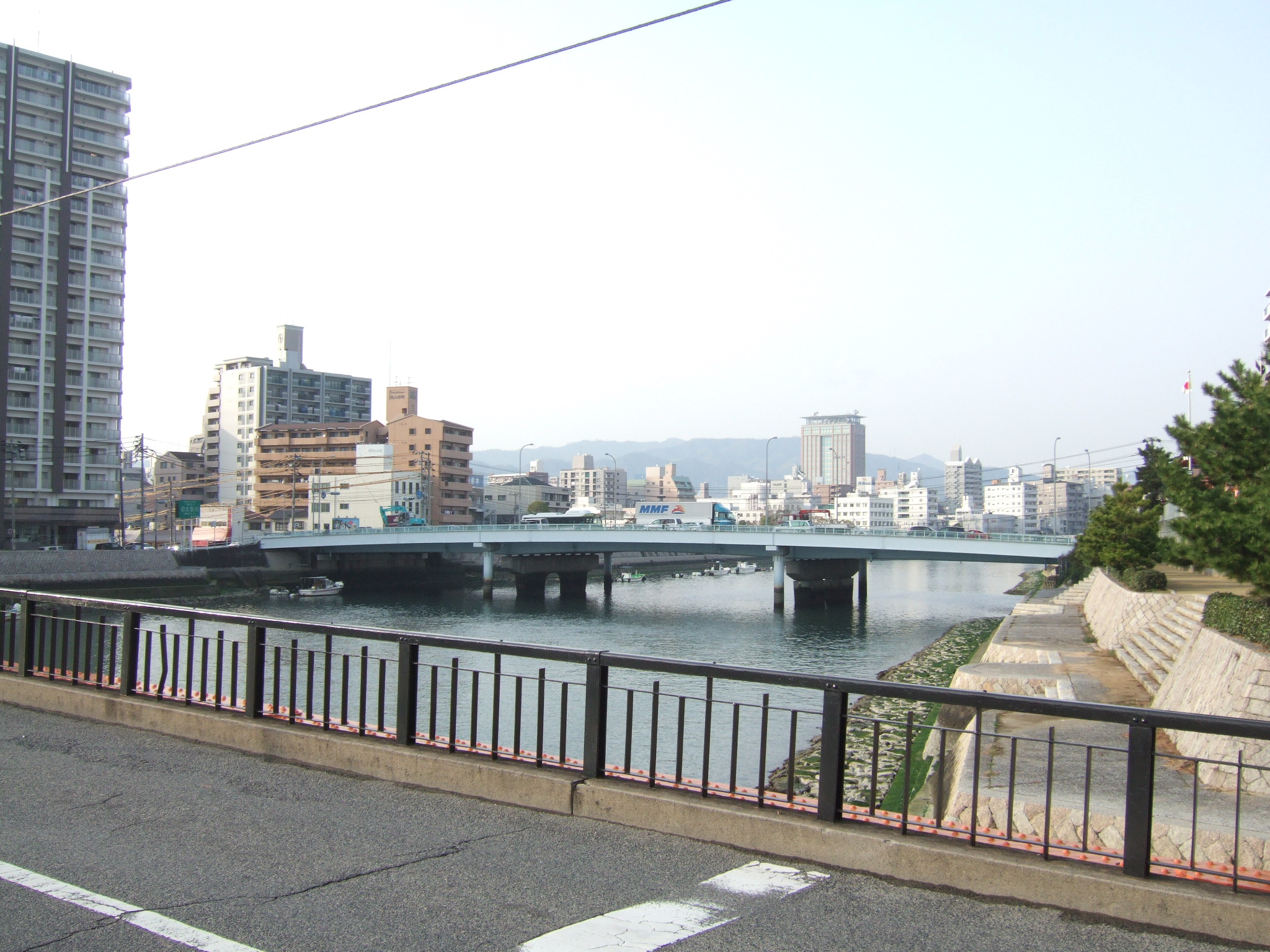
旧太田川新住吉橋と住吉橋の間。
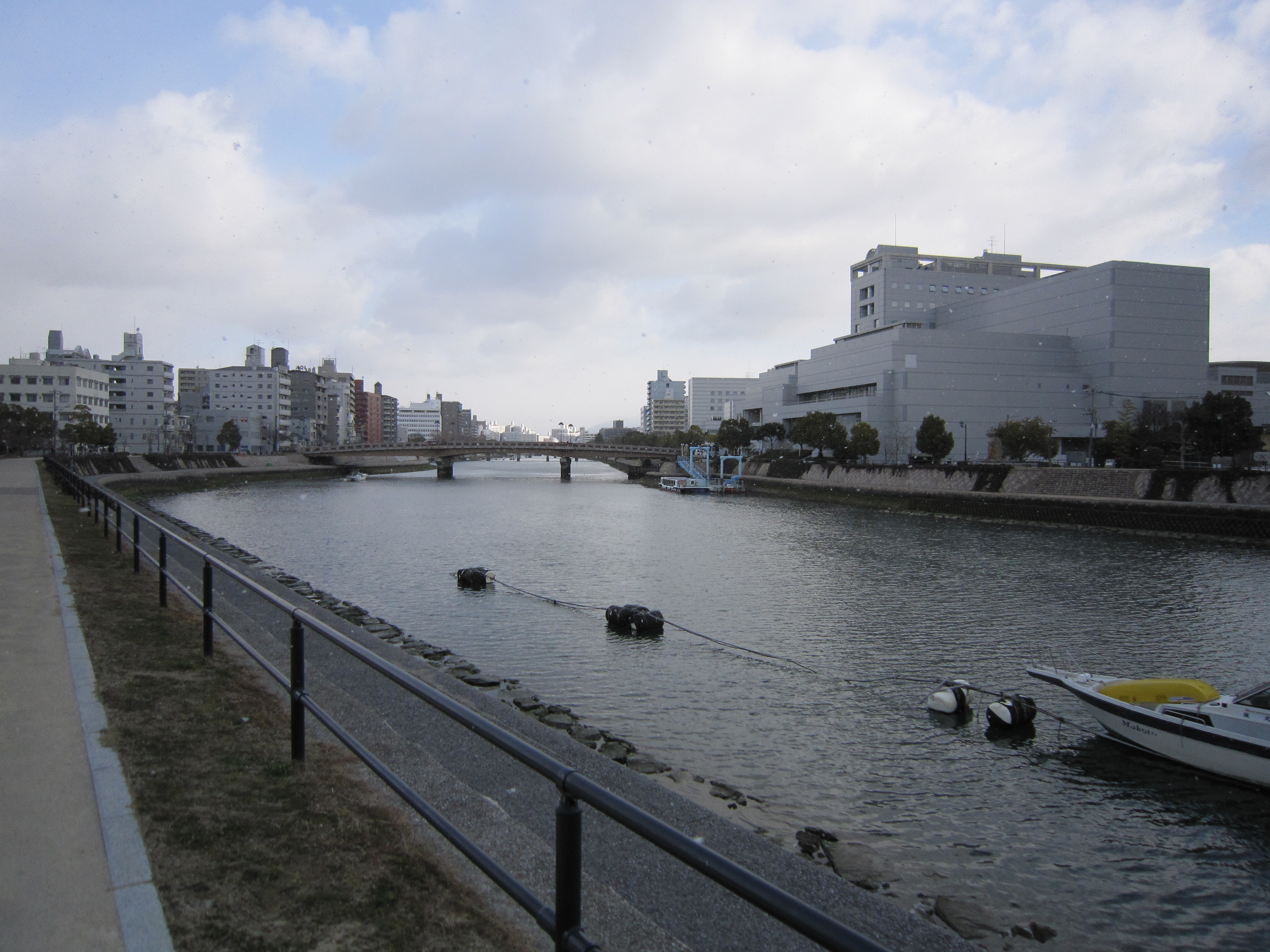
元安川アステールプラザ前。左が雁木で右が浮桟橋。
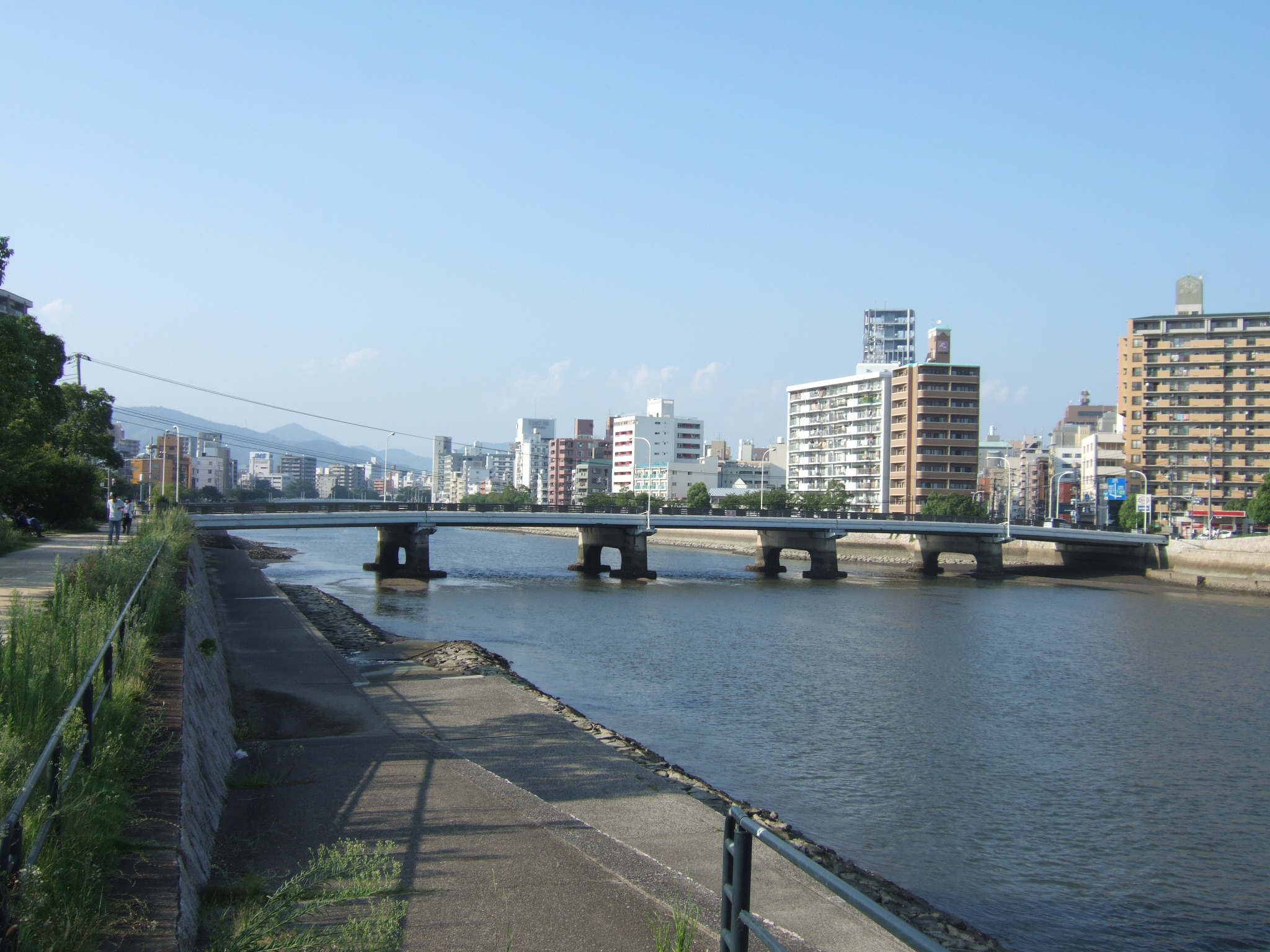
元安川南大橋付近
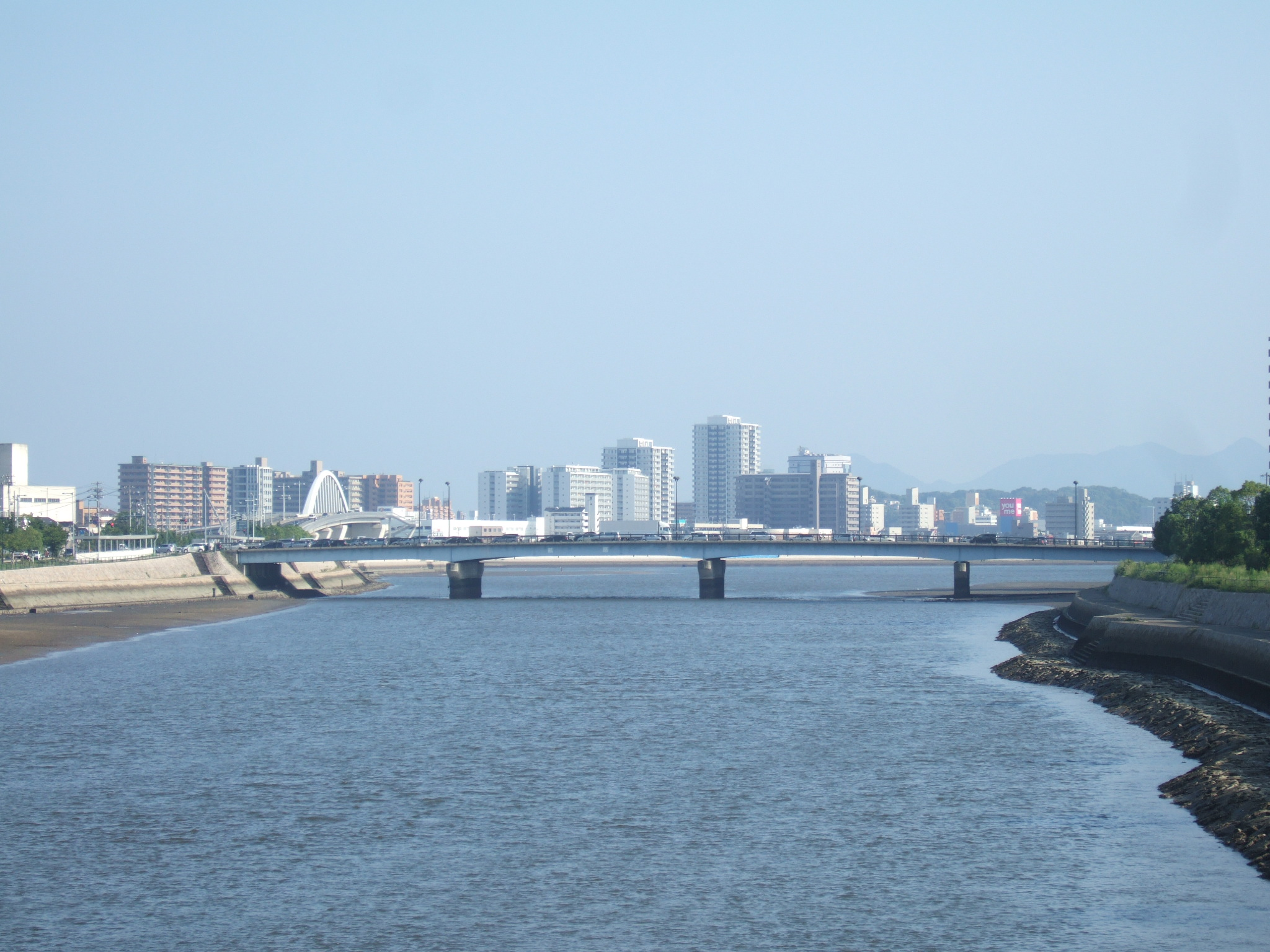
元安川南千田橋付近
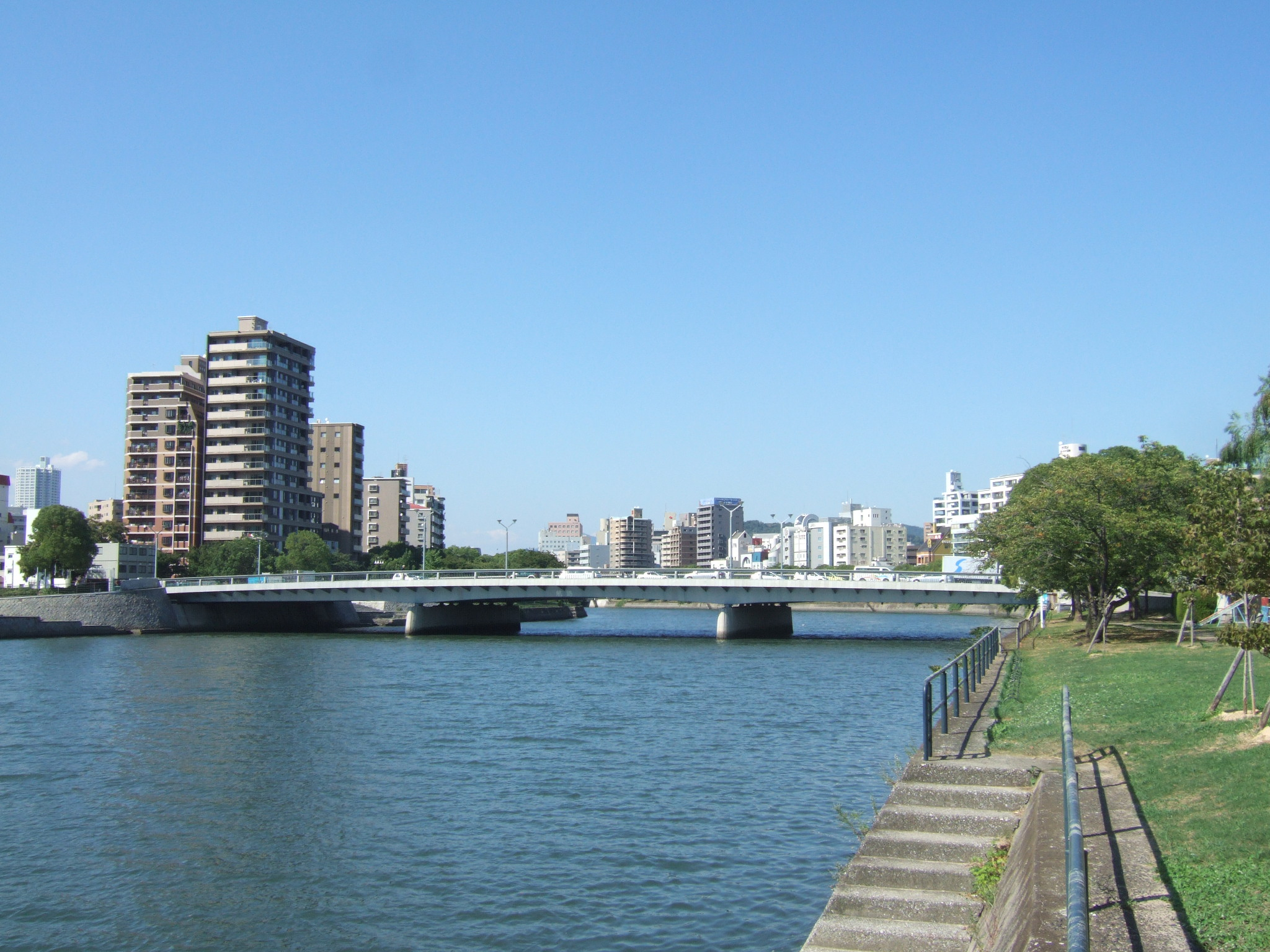
京橋川鶴見橋付近
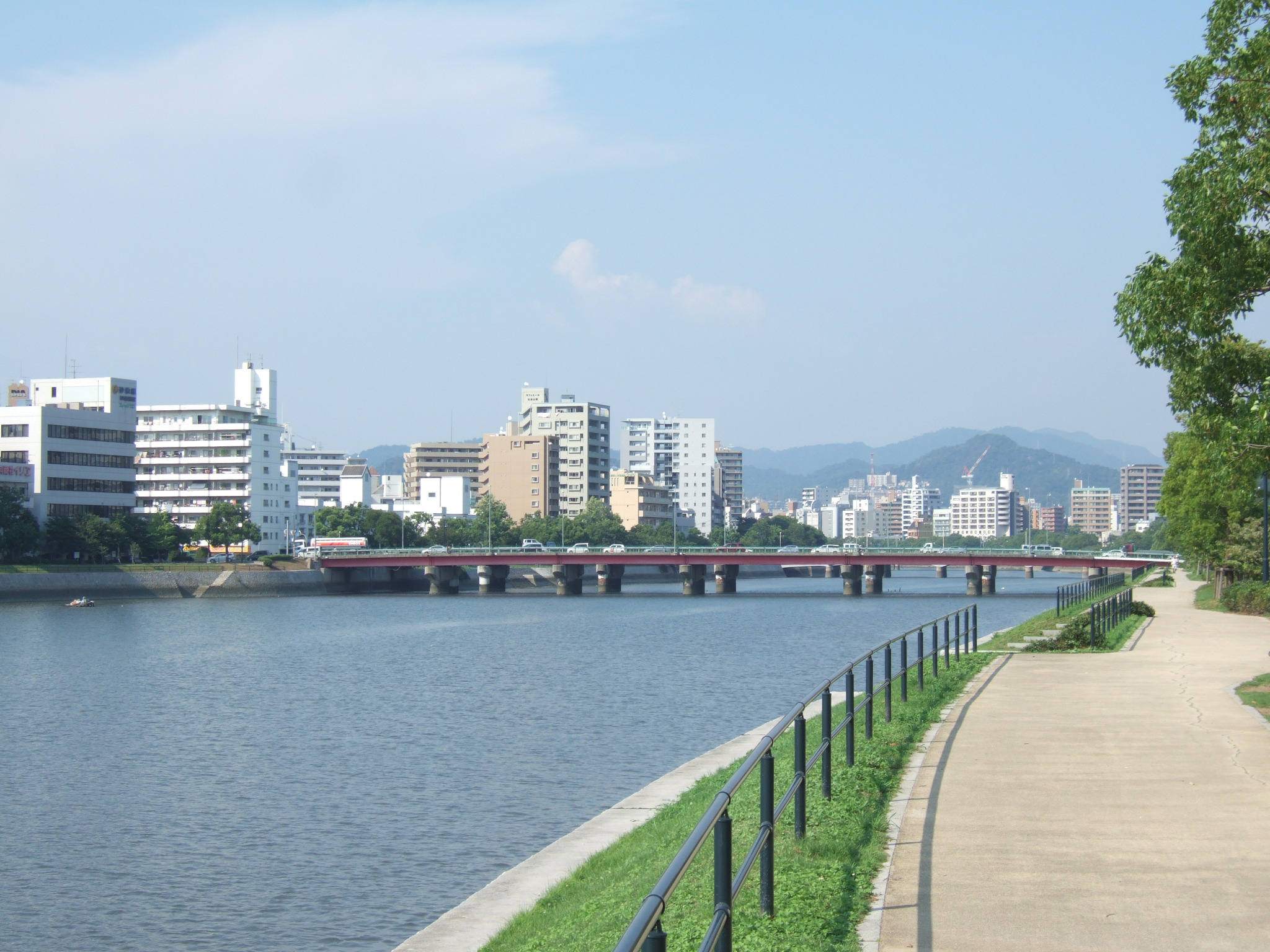
京橋川平野橋付近
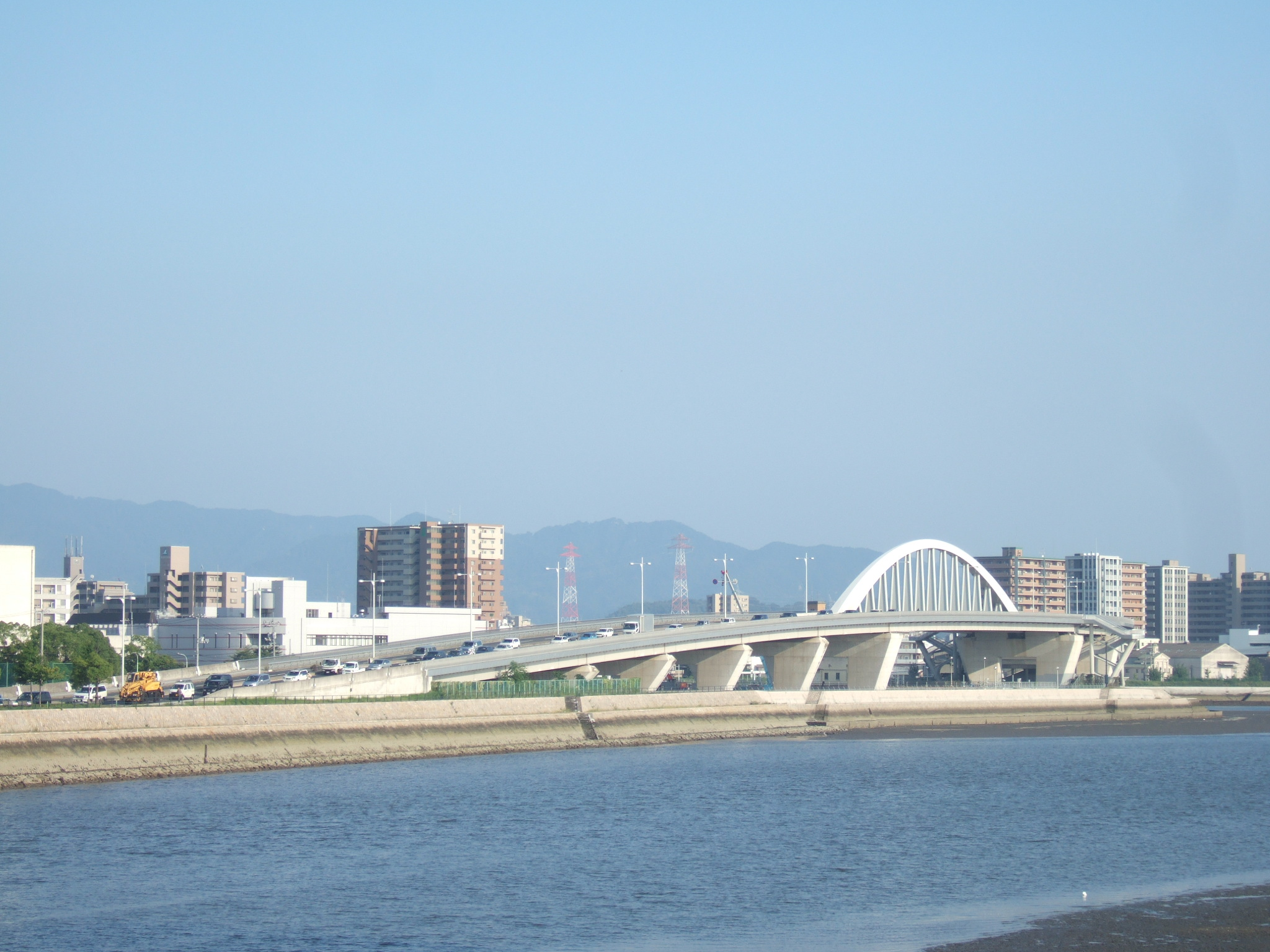
京橋川宇品橋付近
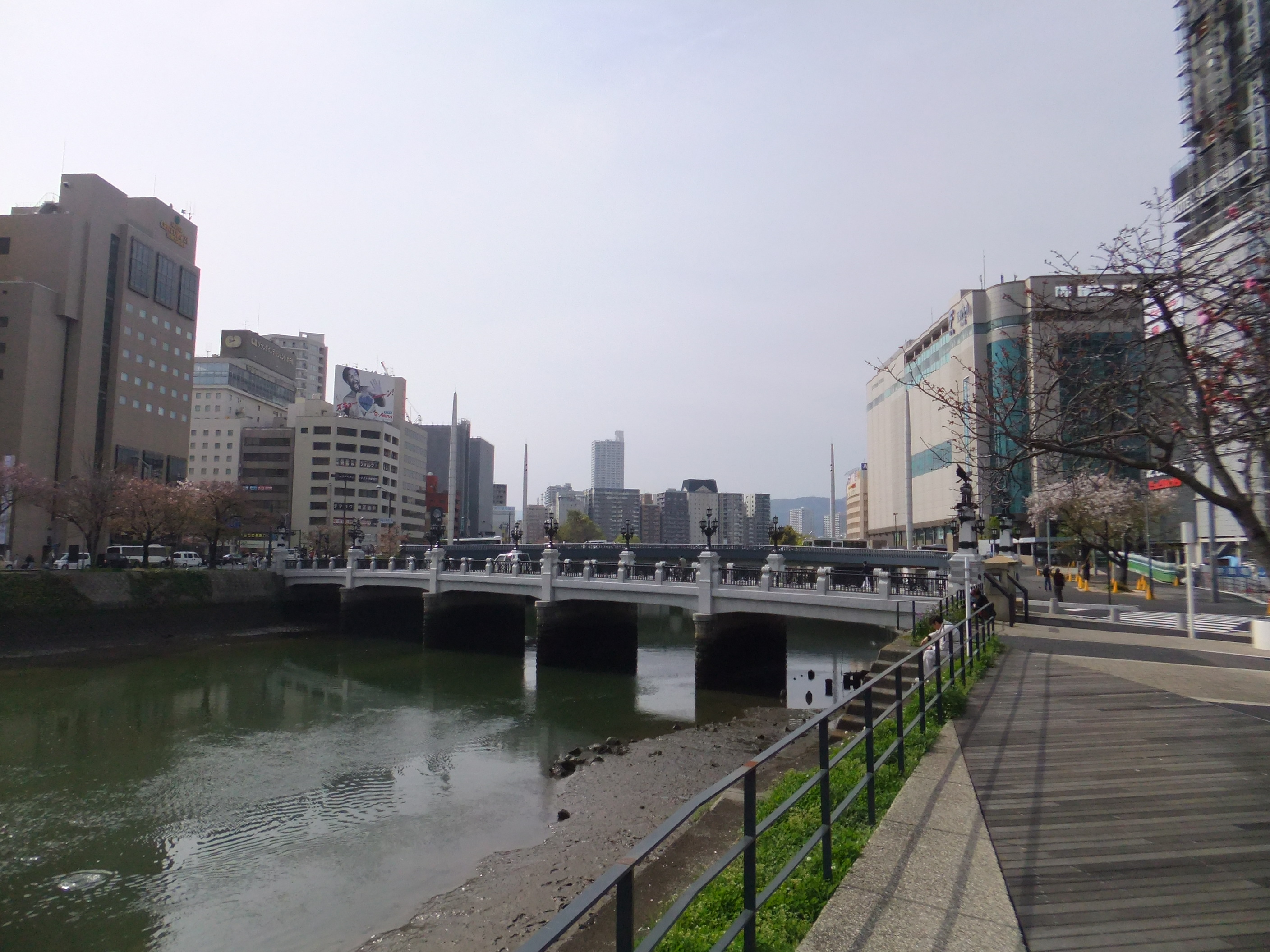
猿猴川猿猴橋付近
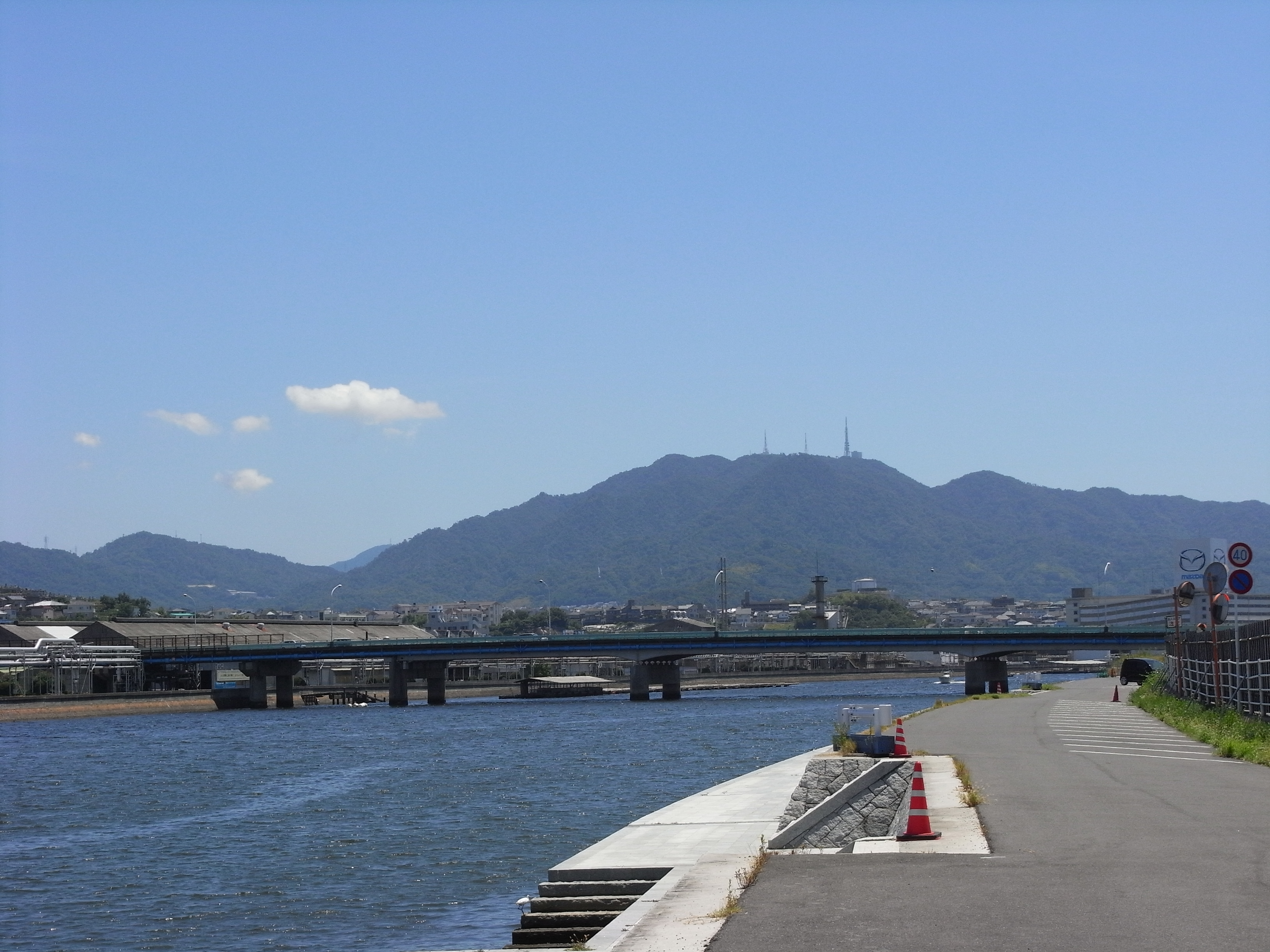
猿猴川仁保橋付近

## 参考資料
- 山崎学 著、広島地理教育研究会編 編『ひろしま地歴ウォーク』空の下おもてなし工房、2018年3月。ISBN 9784904090190。
- 雁木組「雁木保存とシジミ漁による水辺文化の継承プロジェクト」（PDF）『河川整備基金助成事業』、河川環境管理財団、2007年、1-12頁、2019年6月5日閲覧。
- 氏原睦子「人と人、街とまちを結ぶ雁木タクシー」（PDF）『第15回全国水の郷サミット開催報告書』、全国水の郷サミット、2009年10月、27-36頁、2019年6月5日閲覧。
- “太田川水系河川整備計画” (PDF).   国土交通省. 2019年6月5日閲覧。